# Тонга
То́нга (тонг. и англ. Tonga [ˈtoŋa]), официальное название — Короле́вство То́нга (тонг. Puleʻanga Fakatuʻi ʻo Tonga, англ. Kingdom of Tonga) — государство в Полинезии. Граничит на севере с водами Самоа, на востоке — с территориальными водами Ниуэ, на западе — с водами Фиджи. Протяжённость прибрежной полосы — 419 км. Тонга расположена на 177 островах одноимённого архипелага. Общая площадь — 748 км². Население страны — 100 651 чел. (2016, оценка).
Столица — Нукуалофа. Государственный язык — тонганский.
Острова Тонга были открыты голландскими мореплавателями Виллемом Схаутеном и Якобом Лемером в 1616 году. В 1900 году архипелаг стал британским протежируемым государством. При этом Тонга сохранила все права на самоуправление. Независимость острова получили в 1970 году. Тонга — член ООН, Южнотихоокеанской комиссии и Форума тихоокеанских островов.

## Этимология
В переводе со многих языков Полинезии слово Tonga означает «юг». Вероятно, архипелаг получил это название из-за расположения к югу от островов Самоа, откуда велась колонизация Полинезии. Сами тонганцы переводят название своей страны как «сад».
Английский путешественник Джеймс Кук назвал архипелаг в 1773 году «островами Дружбы» (англ. Friendly Islands).

## Физико-географическая характеристика

### Географическое положение

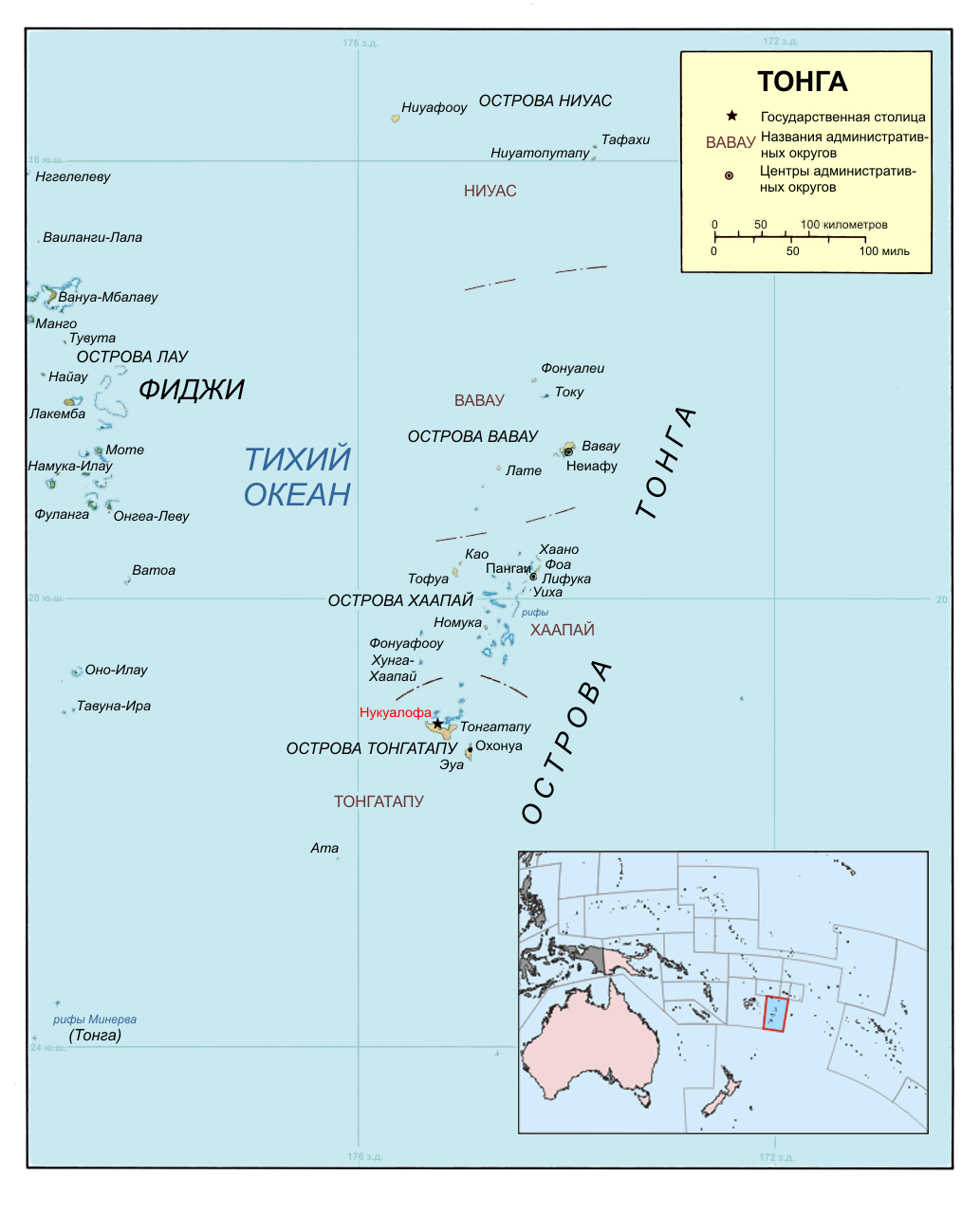
Карта Королевства

Полинезийское государство Тонга представляет скопление из вулканических и коралловых островов, расположенных в южной части Тихого океана. Столица страны, город Нукуалофа, расположена примерно в 1770 км к северо-востоку от Окленда, крупнейшего города Новой Зеландии, и в 690 км к юго-востоку от Сувы, столицы Фиджи. Ближайшие архипелаги — острова Фиджи, принадлежащие одноимённому государству и расположенные к северо-западу от островов Тонга, и архипелаг Самоа, лежащий к северо-востоку и принадлежащий Самоа и Американскому (Восточному) Самоа.
Общая площадь Тонга составляет около 748 км². Из них суши — 718 км², водной поверхности — 30 км². Страна расположилась на 172 островах, из которых обитаемы только 36 (площадь обитаемых островов составляет около 650 км²). Наиболее крупными островными группами, входящими в состав королевства, являются острова Вавау, Тонгатапу и Хаапай. Второстепенная группа, острова Ниуас, состоит из трёх небольших островов Ниуафооу, Тафахи и Ниуатопутапу, являющихся самыми северными островами страны. Группа находится вдали от остальных архипелагов: остров Ниуатопутапу расположен примерно в 300 км к северу от ближайшей островной группы Вавау. Архипелаг Тонга тянется с северо-северо-востока на юго-юго-восток приблизительно на 631 км, а с востоко-юго-востока на западо-северо-запад примерно на 209 км. Важнейшими островами являются Тонгатапу (на нём расположена столица), Вавау, Ниуатопутапу, Ниуафооу, Тафахи, Хаапай и Эуа. Высшая точка страны, которая достигает 1033 м, расположена на острове Као.
Самым северным островом Королевства Тонга является остров Ниуафооу, самым восточным — Тафахи. Самый южный и одновременно самый западный остров — остров Ата.
24 января 1972 года Тонга заявило о территориальных претензиях на рифы Минерва, расположенные к югу от архипелага, а уже 15 июня аннексировала их. В результате территориальные воды страны были значительно расширены. Этот шаг был впоследствии признан Южнотихоокеанским форумом. Тем не менее, принадлежность рифов до сих пор оспаривается Фиджи.

### Геология

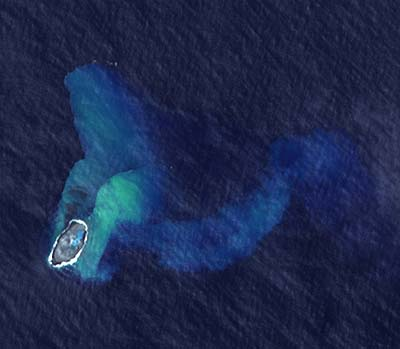
Космический снимок недавно сформировавшегося острова Хоум в ноябре 2006 года. Две светло-синие полосы на изображении являются горячими потоками морской воды, смешавшейся с вулканическим пеплом и различными химическими элементами.

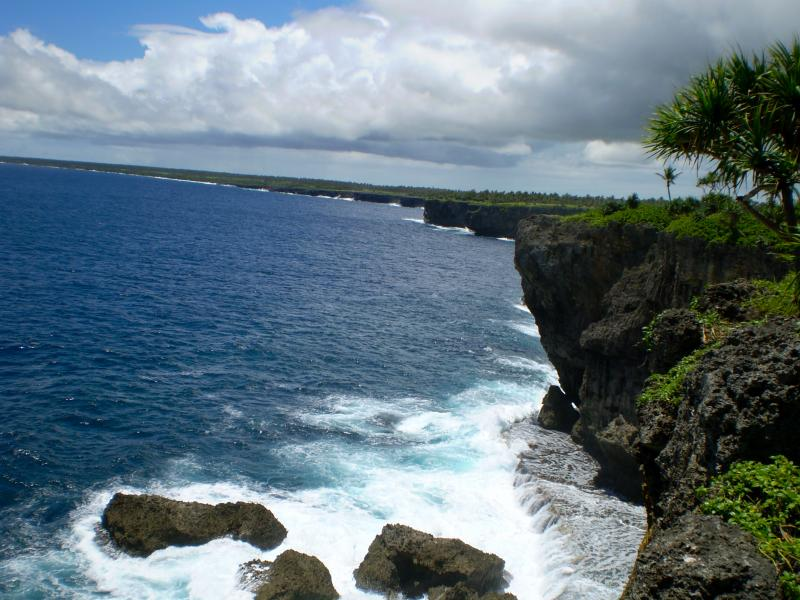
На некоторых островах Тонга берега довольно обрывистые.

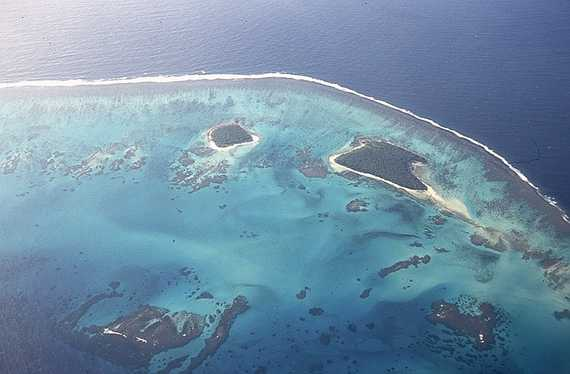
Многие острова в архипелаге окружены коралловыми рифами.

Архипелаг Тонга расположен на границе Тихоокеанской и Австралийской литосферных плит, к западу от глубоководного жёлоба Тонга и представляет собой скопление вулканических, поднятых коралловых островов и рифов, находящихся на вершинах двух параллельно расположенных друг к другу подводных хребтов. Старейшие образцы горных пород, обнаруженные на острове Эуа, датируются эпохой эоцена. Тем не менее это не свидетельствует о том, что остров всё время возвышался над поверхностью океана. Напротив, долгие годы он находился под водой. Точное время существования островов Тонга неизвестно. Однако вполне вероятно, что такие «древние» острова, как Эуа, появились примерно 5 или менее миллионов лет назад (в эпоху плиоцена—плейстоцена). Можно также предположить, что некоторые острова появились в позднем миоцене или даже неогене.
К вулканическим островам относятся острова Ата, Хунга-Хаапай, Хунга-Тонга, Као и Тофуа в группе Хаапай; Лате и Фонуалеи в группе Вавау и два острова в группе Ниуас. Они сформировались на вулканической дуге, тянущейся с юга (остров Ата) на юго-восток и на север и северо-запад. В пределах этой дуги в последние годы наблюдались активные геологические процессы, которые сопровождались либо формированием (в результате вулканических извержений), либо погружением под воду отдельных островов. В январе 2015 года в результате извержения вулкана Хунга-Тонга-Хунга-Хаапай образовался новый вулканический остров. По состоянию на начало марта 2015 года длина острова — 1,8 км, ширина — 1,2 км. За появлением нового острова геологи, морские службы и местные жители наблюдали с кораблей, с личных лодок, и из космоса, при помощи спутников. Один из первых видов нового острова из космоса опубликован в интернете. Новый остров соединился с островом Хунга-Хаапай.
Некоторые острова архипелага окружены барьерными и окаймляющими рифами, как, например, острова Ниуас. Группа Вавау преимущественно представлена возвышенными вулканическими либо поднятыми известняковыми островами, также окружёнными рифами. В группе Хаапай в основном встречаются возвышенные вулканические или низменные известняковые острова. Острова Тонгатапу и Эуа имеют известняковое происхождение. Остров Тонгатапу характеризуется равнинным рельефом: немногочисленные холмы достигают высоты около 30 м. Коралловая основа острова покрыта вулканическим пеплом глубиной до 3 м.
За последние двести лет на островах зарегистрировано более 35 вулканических извержений. Один из наиболее крупных вулканов Тонга высотой 515 м расположен на острове Тофуа, который представляет собой вершину подводного стратовулкана. Ширина кальдеры вулкана составляет 5 км, на ней же находится кальдерное пресноводное озеро. Последнее зарегистрированное извержение произошло в 1960 году. Самый высокий вулкан страны расположен на острове Као: он возвышается на 1030 м над уровнем моря. Другие крупные вулканы находятся на островах Фонуалеи, Лате, Ниуафооу. Продолжающаяся высокая вулканическая активность в регионе зачастую сопровождается формированием небольших эфемерных островов. Так было, например, с рифом Хоум, когда после извержения в 2006 году образовался небольшой островок, и с рифом Метис, когда после извержения 1995 года сформировался остров диаметром 280 м и высотой 43 м.
Особый интерес для исследователей представляют огромные эрратические валуны на западном побережье острова Тонгатапу, которые могут быть свидетельством цунами, вызванного вулканической активностью. Вполне возможно, что это цунами было самым мощным из всех тех, свидетельства которых были обнаружены учёными. Согласно же местным легендам, эти валуны были брошены богом Мауи, который пытался убить ими огромную птицу, питавшуюся людьми. Всего найдено семь таких коралловых валунов, достигающих высоты 9 м, массы в 1,6 млн кг и удалённых от побережья на 100—400 м.
На островах Тонга отсутствуют крупные месторождения полезных ископаемых. В небольших объёмах разрабатывается песок и известняк (на Тонгатапу и Вавау). Однако в 2008 году в территориальных водах страны были найдены крупные месторождения цинка, меди, серебра и золота.

### Климат
Климат Тонга жаркий, тропический, находится под влиянием юго-восточных пассатов. Режим осадков в значительной степени связан с Южнотихоокеанской зоной конвергенции. Чётко выделяются два сезона: сезон дождей и сезон засух. Влажный сезон, также известный как сезон циклонов, длится с ноября по апрель, а засушливый — с мая по октябрь. Самыми дождливыми месяцами в году являются январь, февраль и март, в каждый из которых может выпасть до 250 мм дождя. Среднегодовое количество осадков год от года значительно варьируется: часто случаются аномально дождливые или, наоборот, засушливые месяцы. При этом основной причиной вариаций является явление Эль-Ниньо и тропические циклоны. Во время Эль-Ниньо на островах наблюдаются длительные засухи, а во время циклонов — сильные дожди. В разных частях страны среднегодовое количество осадков также различается: больше всего осадков выпадает на северных островах — около 2500 мм в год (это вызвано сезонной близостью Южнотихоокеанской зоны конвергенции), меньше всего — на южных островах (около 1700 мм в год). В столице государства, городе Нукуалофа, в год выпадает около 1733 мм, в Лифука — около 1689 мм, в Неиафу — 2185 мм. Начиная с 1970 года тенденцией для островов в центральной и южной частях Тонга стало снижение количества осадков.
Среднегодовая температура воздуха в стране варьируется от 26 °C на Ниуафооу до 23 °C на Тонгатапу. В жаркие дождливые месяцы (ноябрь—апрель) температура на островах обычно колеблется между 25—26 °C, а в сухие прохладные (май—октябрь) — между 21—24 °C. При этом на северных островах архипелага разница температур, как правило, меньше чем на южных. Максимальная температура, зарегистрированная на Вавау 11 февраля 1979 года, составляла +35 °C, минимальная, зарегистрированная 8 сентября 1994 года в Фуаамоту, — +8,7 °C. Преобладающими являются ветры юго-восточного направления, которые дуют с мая по октябрь. В сезон циклонов (ноябрь—март) господствуют пассаты.
Тонга подвержено негативному воздействию тропических циклонов, которые зачастую достигают разрушительной силы. В среднем в стране ежегодно регистрируется не менее одного циклона. (обычно один—два), большинство из которых приурочено к сезону дождей. Наибольшее количество циклонов, как правило, регистрируется в феврале.

### Почвы
Почвы большей части островов (кроме молодых вулканов) отличаются высоким плодородием. Они сформировались в основном из андезитового вулканического пепла, слой которого лежит на известняковой платформе кораллового происхождения. Эти почвы обладают превосходными физическими свойствами: они рассыпчаты, хорошо структурированы, имеют хороший дренаж и умеренную водоудерживающую способность. Типы почв варьируются от кислых до щелочных с высоким содержания кальция и магния, высокой ёмкостью катионного обмена и насыщенностью основаниями.
Почвы острова Тонгатапу отличаются высоким плодородием, поэтому пригодны как для выращивания сельскохозяйственных культур, так и для организации пастбищ. В некоторых прибрежных районах почвы подвержены засолению. Почвы острова Эуа сформировались из андезитовой тефры, которая лежит поверх туфового материала и/или коралловых образований. Они в основном плодородны, за исключением южных районов острова, где на поверхности обнажены коралловые породы. Острова группы Хаапай имеют преимущественно коралловое происхождение. Серьёзной проблемой является почвенная эрозия, которая значительно снижает плодородие местных почв. Почвы группы Вавау сформировались в основном из вулканического пепла толщиной до 9 м, который лежит поверх кораллового известняка.

### Гидрология

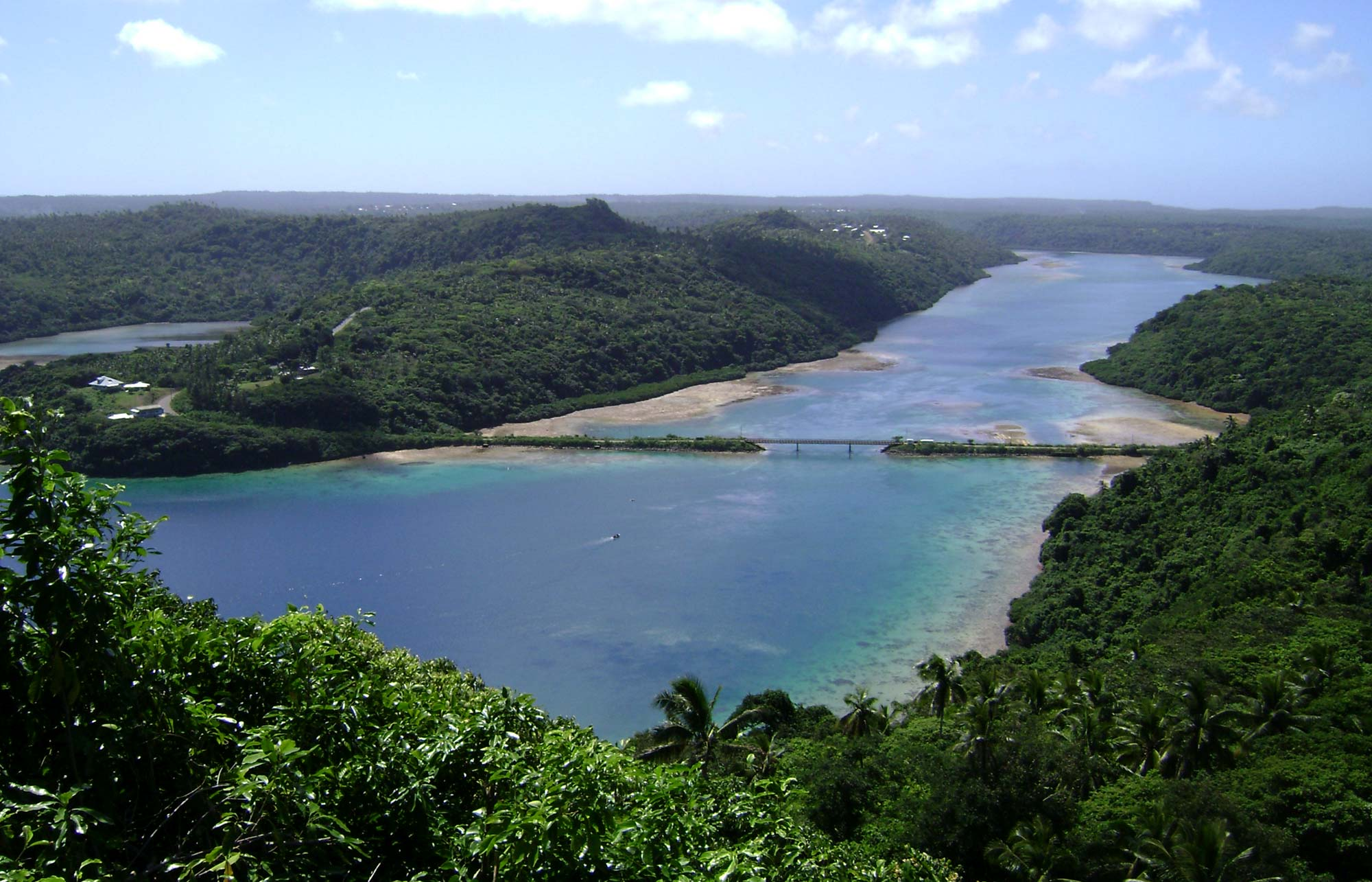
Лагуна на островах Вавау

На архипелаге имеется ограниченное количество постоянных источников пресной воды. Так как вода недолго задерживается в почве из-за её пористости, жители в основном используют либо дождевую воду, собранную в бетонные цистерны с крыш, либо воду из небольших колодцев, благодаря которым возможно добраться до небольших линз слегка солоноватой воды. Большая часть водоносных слоёв, небольших озёр и потоков воды расположена на вулканических островах.
Озёра можно найти на островах Вавау, Ниуафооу, Номука; небольшие реки — на Эуа и Ниуатопутапу.

### Флора и фауна

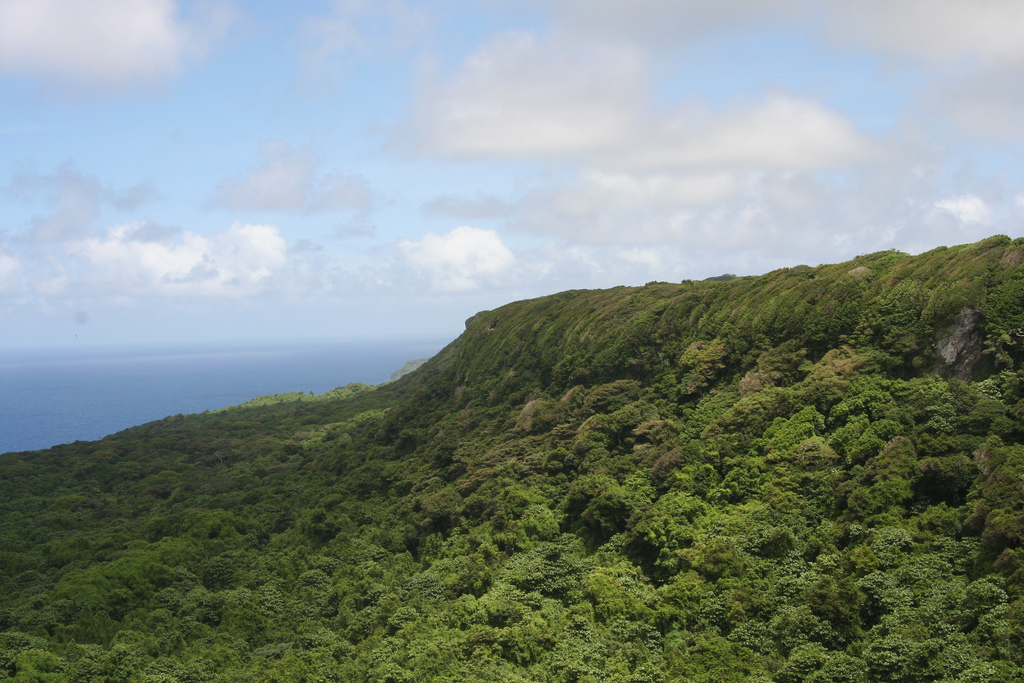
Благодаря влажному тропическому климату многие острова Тонга покрыты густой растительностью (на фото: остров Эуа)

Коралловые острова Тонга покрыты тропическими лесами низменностей, в которых преобладают калофилловые. Тем не менее в прошлом значительная часть девственных лесов была расчищена под сельскохозяйственные нужды, поэтому в настоящее время часть этих территорий покрыта вторичной растительностью с преобладанием зарослей из лантанов и псидиумов, а также лугов из сорго и просо. В прибрежных районах островов произрастают баррингтонии и сцеволы. В районе вулканических кратеров преобладают травянистые растения, а на вершинах вулканов Као и Тафахи расположились туманные тропические леса, или нефелогилеи. Обширные тропические леса сохранились только на необитаемых и вулканических островах с отвесными скалами.
Всего в Тонга зарегистрировано около 770 видов сосудистых растений, включая 70 видов папоротников (три из которых являются эндемиками, включая Dryopteris macroptera и Cyathea rugosula), три вида голосеменных растений (из них один вид, Podocarpus pallidus, — эндемик) и 698 видов покрытосеменных растений (из них девять — эндемики). Видовое разнообразие на островах различается. Так, например, на острове Тонгатапу произрастает около 340 видов растений, а на Вавау — 107 видов.
Животный мир страны крайне беден и представлен преимущественно интродуцированными видами. На архипелаге обитают 12 видов рептилий (один вид эндемичен) и 2 вида летучих мышей, которые являются единственными коренными млекопитающими островов. В прибрежных водах водятся морские черепахи, моллюски, рыбы.
На архипелаге обитает и гнездится большое количество птиц. При этом до заселения островов полинезийцами мир орнитофауны был значительно разнообразнее: с появлением людей на Тонга исчезло, по меньшей мере, 23 вида птиц. Всего на архипелаге зарегистрировано 73 вида птиц, 2 из которых являются эндемиками: Pachycephala jacquinoti (из семейства австралийские свистуны), обитающая на островах Вавау, и Megapodius pritchardii (семейство большеноги), обитающая на острове Ниуафооу. На некоторых островах расположились птичьи базары, где гнездятся морские птицы.
На территории Тонга расположено два национальных парка (на острове Эуа и горе Талау на острове Вавау) и шесть заповедников.

## История

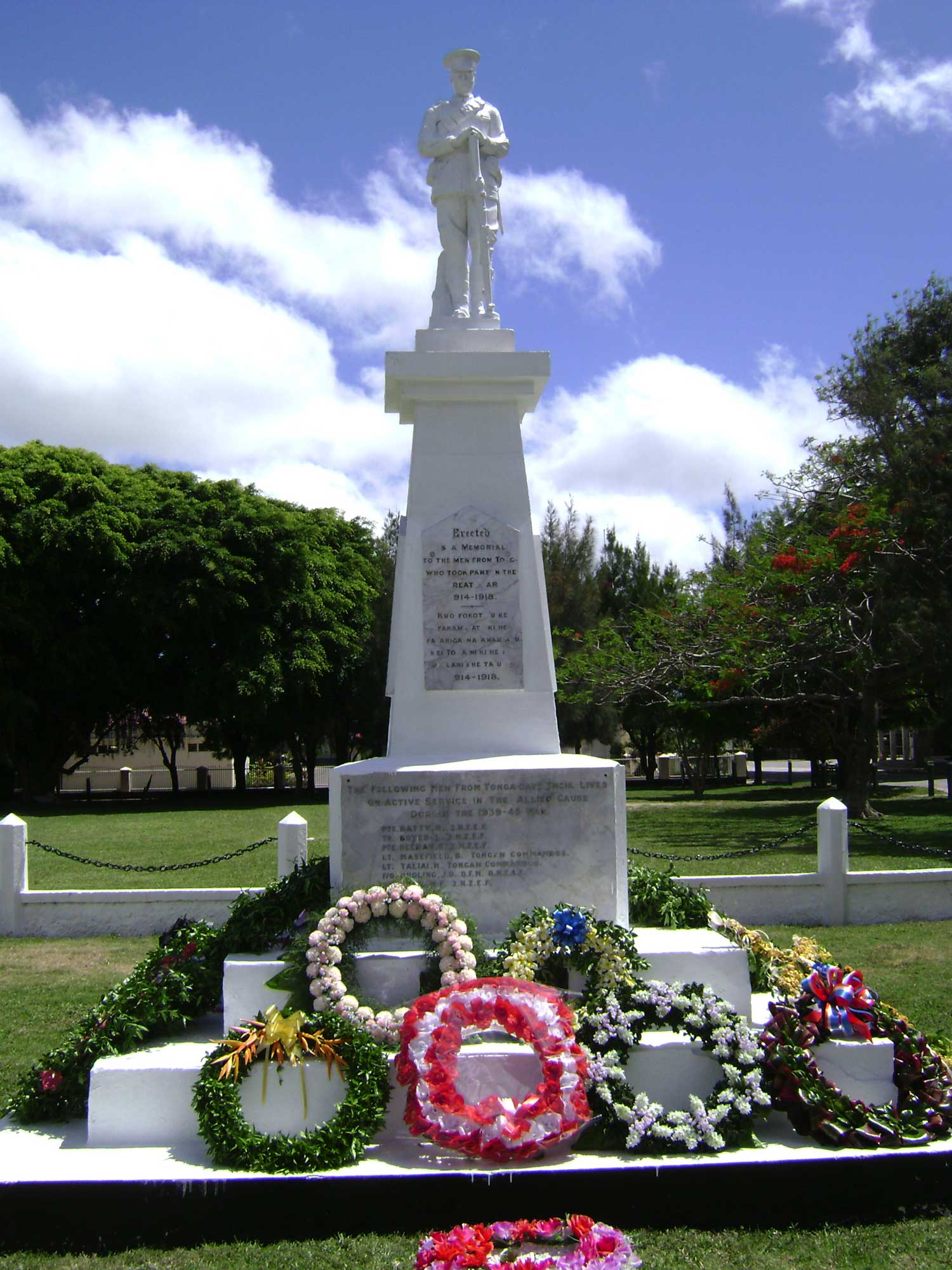
Памятник тонганцам, участвовавшим в Первой мировой войне

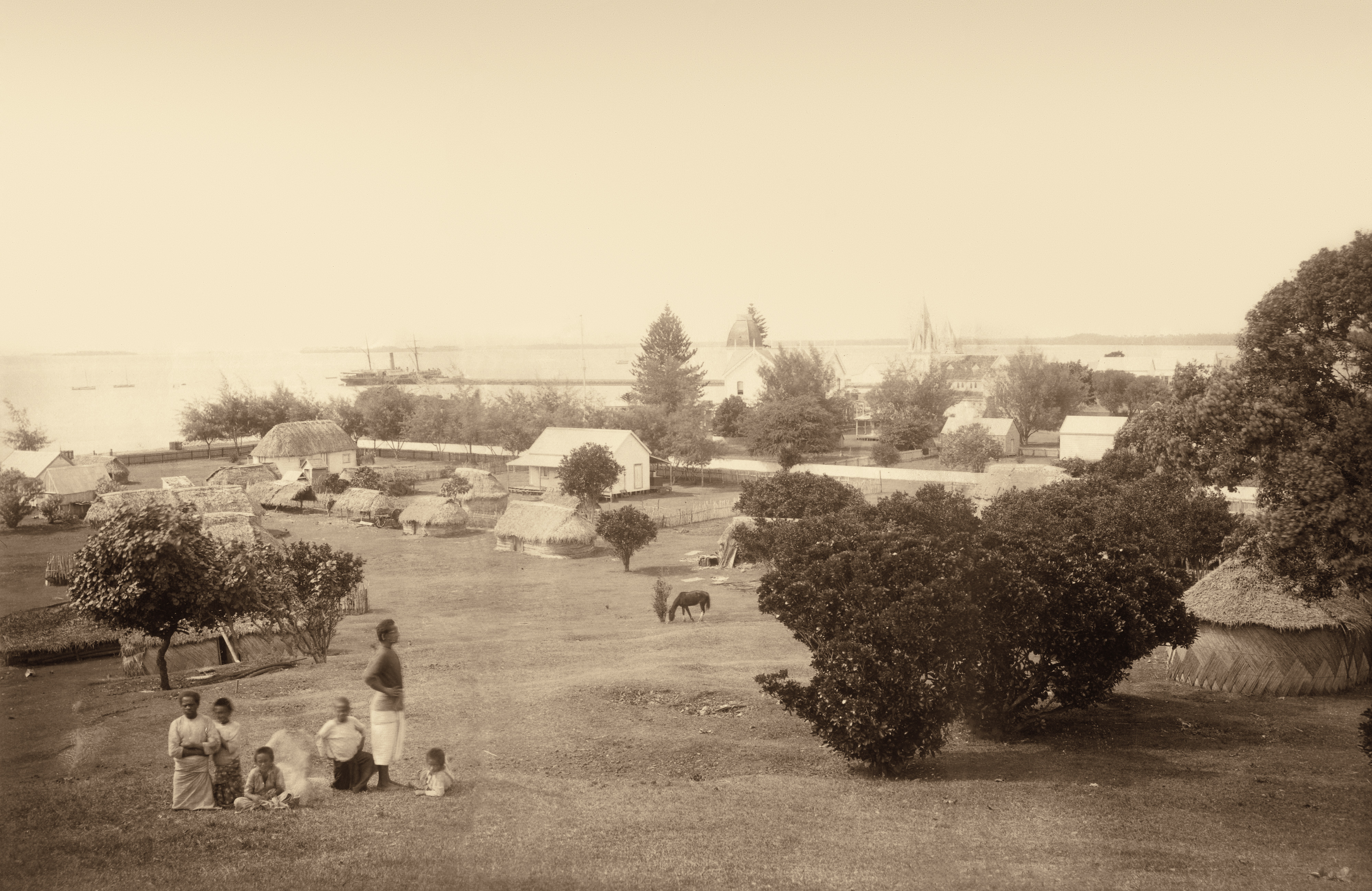
Нукуалофа в 1887 г.

Полинезийцы начали заселять острова Тонга ещё в XIII веке до н. э. Острова Тонга играли связующую роль, служили отправным пунктом, от которого начиналось дальнейшее освоение Океании. Тонганцы совершали далёкие плавания, нападая на жителей многих островов Океании и облагая их данью.
Начиная с X века на островах Тонга, Самоа и части Фиджи была установлена наследственная власть «священных» вождей туи-тонга. Основателем династии стал Ахоэиту. В середине XV века произошла реформа власти, и главную роль в управлении стали играть заместители туи-тонга, носившие титул туи-хаатакалауа. Туи-хаатакалауа выполняли гражданские силовые функции и стали обладать реальной властью, а туи-тонга получили номинальную (фактически им было оставлено выполнение ритуальных функций). Следующий этап, в начале XVII века, ознаменовал потерю власти туи-хаатакалаула. Реальная власть перешла к военному министру, носившему титул туи-канокуполу, а через 100 лет титул бывших конкурентов туи-хаатакалаула был ликвидирован.
С 1200 годов по 1851 год столицей архипелага был город Муа. Именно там происходила высадка в 1773, 1774, 1777 годах британского путешественника Джеймса Кука, давшего им название «острова Дружбы». С 1797 года на Тонга начали прибывать христианские миссионеры, но только в 1828 году им удалось утвердиться на архипелаге и начать обращение тонганцев в христианство.
В 1845 году, не оставив после себя наследников, умер последний, тридцать девятый, туи-тонга Лауфилитонга. Воспользовавшись этим, правивший туи-канокуполу Онеоу Джордж Тупоу I сосредоточил власть в одних руках и провозгласил себя королём Тонга из династии Тупоу, правящей и по сей день. Опираясь на поддержку христианских миссионеров, он осуществил ряд реформ, укрепивших феодальный строй и королевскую власть, а также заложил основы государственного устройства и общественных отношений, сохранившихся во многих чертах до нынешних времён. В 1870—1880-х годах Франция, Германия, Великобритания и США заключили с Тонга договоры, признававшие независимость королевства.
В период с 1900 по 1970 годы Королевство Тонга находилось под протекторатом Великобритании. При этом местные короли сохранили свою власть. В 1970 году острова Тонга получили независимость.

## Государственное устройство
Тонга — наследственная (среди представителей династии Тупоу) конституционная монархия. Единственное королевство в Океании (если не считать те государства, где формально главой является монарх Великобритании: Папуа — Новую Гвинею, Австралию, Новую Зеландию, Соломоновы Острова и Тувалу). Ныне действующая Конституция страны была дарована королём Джорджем Тупоу I 4 ноября 1875 года. Её появление стало важным этапом в государственном развитии Королевства и кульминационным моментом в политической деятельности Тупоу I по модернизации тонганского общества и обеспечению внутренней стабильности и единства страны. Отчасти благодаря Конституции Королевство на протяжении всего XIX века оставалось единственным независимым островным государством Океании.
Конституция Тонга состоит из 3 разделов и 115 статей и относится к числу «жёстких» конституций, то есть для её изменения требуется соблюдение ряда условий. Правом внесения изменений в основной закон страны наделена Законодательная Ассамблея. Для этого поправка должна пройти через три чтения в ассамблее, а затем передана на рассмотрение королю. Если Тайный совет Тонга и Кабинет единодушно выступают в поддержку конституционной поправки, она должна быть одобрена королём. После подписи королём поправка вступает в силу. Тем не менее изменению не подлежат статьи, посвящённые «закону о свободе» (имеется в виду «Декларация прав», с которой начинается Конституция), принципу престолонаследия и титулам/наследственным имениям местных пэров.
В настоящее время в Тонга проводится поэтапная политическая реформа. Специально в этих целях в 2008 году была создана Конституционная и избирательная комиссия в составе 5 человек, основной целью которой была разработка предложений по внесению изменений в разделы Конституции, посвящённые исполнительной, избирательной власти, принципам взаимоотношения между ними, а также изменений в избирательный закон Тонга. В апреле 2010 года, исходя из предложений Комиссии, Парламент страны внёс изменения в действующую избирательную систему. Было увеличено число представителей в законодательном органе, избираемых народом (с 9 до 17 человек). В результате число народных избранников впервые в истории Тонга превзошло число депутатов из числа пэров. Кроме того, были увеличено количество депутатов, избираемых от некоторых избирательных округов: от Тонгатапу — десять (вместо трёх) и от Вавау — три (вместо двух). Первые парламентские выборы по новой системе состоялись в ноябре 2010 года.

#### Король

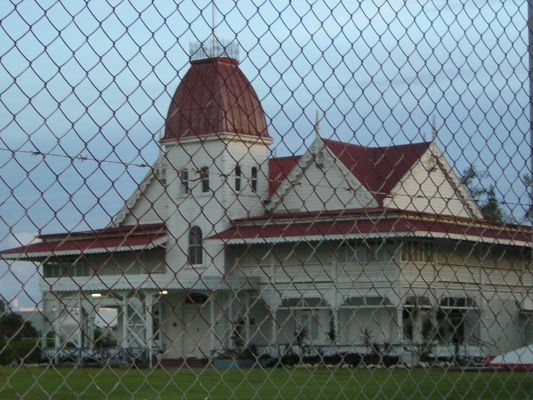
Королевский дворец.

Главой государства является король. Принцип престолонаследия закреплён в статье 32 действующей Конституции. Престолонаследник должен быть рождён в браке. Престол передаётся старшему сыну, а в случае смерти — его наследникам. Если у старшего сына нет детей, то престол передаётся второму по старшинству сыну (то есть младшему брату старшего сына) или его наследникам и так далее по мужской линии. Если в королевском роде мужская линия прерывается, то престол наследуется старшей дочерью и её наследниками (и далее по тому же принципу, что по мужской линии). Если же и по женской линии не остаётся наследников, то престол передаётся потомкам и законным наследникам Уильяма Тунги (бывшего губернатора Вавау, принц-консорта и премьера Тонга). Если и по этой линии отсутствуют законные наследники, то король может самостоятельно (с одобрения Палаты пэров) назначить при жизни своего наследника. Если этого не было сделано, то премьер-министр или Кабинет министров в его отсутствие обязаны созвать пэров Законодательной Ассамблеи, которая на заседании Палаты пэров должна посредством голосования выбрать одного из вождей в качестве короля, основав таким образом новую королевскую династию.
Любой представитель королевской семьи, который наделён правом престолонаследия, не имеет права вступать в брак без согласия короля, в противном случае потенциальный наследник, поступивший таким образом против воли короля, может быть лишён законных прав на престол. Кроме того, престол не может переходить к лицу, совершившему уголовное преступление или являющемуся душевнобольным или слабоумным.
Согласно Конституции, личность короля священна, а сам он является повелителем всех вождей и всего народа Тонга. Он управляет страной, но ответственность несут министры. Все законопроекты, прошедшие через Законодательную Ассамблею, должны быть подписаны королём, прежде чем вступят в силу. Король Тонга является верховным главнокомандующим сухопутных и морских сил страны. Он назначает всех офицеров, осуществляет регулирование подготовки и контроля за военными силами, обладает правом объявления войны (с разрешения Законодательной Ассамблеи). Король Тонга обладает правом помилования (с разрешения Тайного совета), правом созыва и роспуска по собственному усмотрению Законодательной Ассамблеи, правом подписания договоров с иностранными государствами (при условии, что эти договоры соответствуют внутреннему законодательству Королевства), назначения дипломатических представителей Тонга в других государствах, награждения почётными титулами. Король не может изменять таможенные пошлины без согласия Законодательной Ассамблеи.

#### Законодательная власть
Представители пэров и представители народа должны заседать в одной Палате. Законодательная Ассамблея состоит из членов Тайного совета и Кабинета министров (в качестве пэров), представителей пэров и представителей народа страны. Представители пэров (общее количество в Ассамблее — 9 человек) избираются пэрами Королевства из своего состава каждые три года. Представители народа (общее количество — 17 человек) избираются электоратом также каждые три года. В последнем случае правом избрания обладают все граждане, которые наделены активным избирательным правом. Спикер Ассамблеи назначается Королём из состава пэров, избранных в законодательный орган.
Согласно Конституции Тонга, правом принятия законов обладает Король и Законодательная Ассамблея. После принятия Законодательной Ассамблеей билля большинством голосов в трёх чтениях, законопроект должен быть передан на утверждение Королю. После подписания Королём билль подлежит официальному опубликованию (дата публикации является датой вступления закона в силу). В свою очередь, Король имеет право отклонить законопроект. В этом случае, билль может быть рассмотрен Законодательной Ассамблеей только на следующей сессии.

#### Исполнительная власть

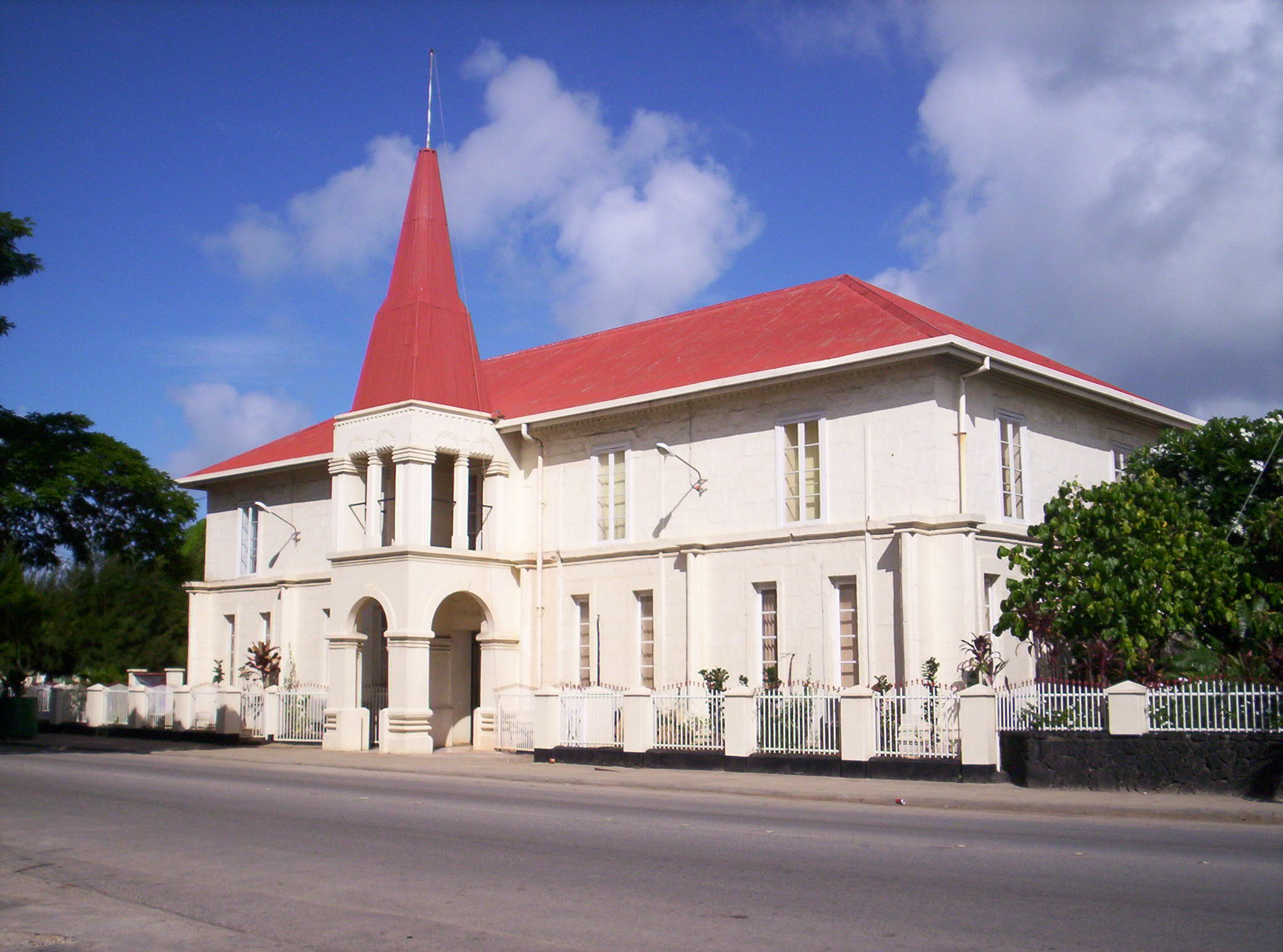
Офис премьер-министра Тонга.

В Тонга действует Кабинет министров, состоящий из премьер-министра, министра иностранных дел, министра землепользования, министра охраны порядка и других министров, которых изволит назначить Король. Королевской прерогативой является назначение всех министров. Министры занимают свои посты столько времени, сколько пожелает монарх, или в течение того периода времени, который определён в их комитетах. При этом один министр может совмещать несколько должностей. Министры могут быть отстранены от должности Законодательной Ассамблеей, если их деятельность противоречит закону. Министры Кабинета одновременно являются членами Тайного совета и Законодательной Ассамблеи в качестве пэров. Каждый министр обязан ежегодно составлять доклад, ознакомляющий Короля с деятельностью министерства. Король, в свою очередь, передаёт доклад Законодательной Ассамблее. Если у Ассамблеи возникнут вопросы, касающиеся деятельности одного из министерств, то любой из министров, курирующий данное министерство, должен ответить на эти вопросы.
Король с согласия Кабинета министров назначает губернаторов округов Хаапай и Вавау, которые одновременно являются членами Законодательной Ассамблеи и Тайного Совета Тонга. Губернаторы несут ответственность за исполнение законов в их округах.
При Короле действует Тайный совет, который содействует монарху в осуществлении ряда его функций. Он состоит из членов Кабинета министра, губернаторов и любых других лиц, которых Король посчитает нужными. Ни одно из распоряжений Короля и Тайного совета не может вступить в силу без подписи соответствующих министров, которые несут ответственность за это распоряжение.

#### Судебная власть
Система судебных органов Тонга включает в себя Тайный совет (англ. Privy Council), апелляционный суд (Court of Appeal), Верховный суд (Supreme Court), магистратские суды (magistrates court) и земельный суд (Land court).
Тайный совет Тонга представляет собой консультативный орган при Короле, который также выполняет некоторые судебные функции. В случае, если дело было рассмотрено в Верховном суде, то обе стороны судебного процесса вправе подать апелляцию в Тайный совет, который должен вновь заслушать дело. Решение Тайного совета является окончательным, однако он не может повторно рассматривать уголовное дело: Тайный совет в этом случае может лишь посоветовать Королю освободить лицо от ответственности или смягчить наказание. При этом ни одно решение совета не может вступить в силу без подписи ответственного министра. Кроме того, в Тайный совет можно подать апелляцию на решение земельного суда по вопросам наследственных владений и титулов. Решение в этом случае также является окончательным.
Апелляционный суд Тонга состоит из верховного судьи Королевства и других судей, назначаемых Королём с согласия Тайного совета. Апелляционный суд обладает исключительным правом и юрисдикцией слушать дела и выносить решения по апелляциям, поданным на решения Верховного или земельного судов (за исключением вопросов, связанных с наследственными владениями и титулами).
Верховный суд Тонга состоит из верховного судьи и других судей, назначаемых Королём с согласия Тайного совета (в случае необходимости в Конституции предусматривается коллегия присяжных). Верховный суд наделён исключительным правом рассматривать дела общего права и права справедливости по вопросам нарушения Конституции и законов Королевства, а также вопросы, касающиеся международных договоров с иностранными государствами, министрами и консулами, и дела, касающиеся дипломатических агентов, консулов и морского права.

#### Избирательные округа
Активное избирательное право для участия в выборах представителей народа в Законодательной Ассамблеи предоставляется всем гражданам Тонга, достигшим 21 года, которые исправно платят налоги, умеют читать и писа́ть, не являются душевнобольными и слабоумными. Активного и пассивного избирательного права лишается лицо, обвинённое в совершении уголовного преступления, наказуемого тюремным заключением сроком более чем на два года. Этому лицу вновь предоставляются избирательные права только после помилования Короля и получения заявления о том, что он освобождается от действия вышеуказанных ограничений.
Для выборов в Законодательную Ассамблею страна разделена на 5 избирательных округов: Тонгатапу, Хаапай, Вавау, Эуа и Ниуафооу-Ниуатопутапу. От Тонгатапу избираются три представителя от пэров и десять представителей от народа (до 2010 года — три), от Вавау — по два представителя от пэров и по три представителя от народа (до 2010 года — два), от Хаапай — по два представителя от пэров и два представителя от народа, от Эуа и Ниуафооу-Ниуатопутапу — по одному представителю от пэров и одному представителю от народа (при этом представители от пэров для округа Эуа избираются из пэров Тонгатапу).

#### Система местного управления и самоуправления
Система местного самоуправления в Тонга законодательно не закреплена. В стране нет каких-либо деревенских советов, которые осуществляли бы управление деревнями. Вся власть находится в руках центрального правительства, где разрабатываются различные правила и регламенты по вопросам регулирования общества в целом и, в частности, городов и деревень. Для осуществления управления последними страна разделена на округа (англ. district) и города (англ. town), возглавляемые соответственно главами округов (англ. District Officer) и городов (англ. Town Officer), которые избираются каждые три года населением округов/городов.
В компетенцию глав округов входят: контроль за здравоохранением (должен каждый квартал докладывать о санитарных условиях во всех городах округа), сельским хозяйством, финансами и другими вопросами, определёнными текущим законодательством. В компетенцию глав городов входят: контроль за порядком, здравоохранением, сельским хозяйством, созыв фоно (местных советов), оказание помощи главе округа.

### Политические партии
На Тонга нет зарегистрированных политических партий, хотя некоторые политические группы и объединения используют слово «партия». В 2010 году в их число входили Демократическая партия Дружественных островов, Народная демократическая партия, Партия устойчивого развития нации и Тонганская демократическая рабочая партия.
На парламентских выборах в 2021 году помимо независимых, победили кандидаты от двух партий: Демократической партия Дружественных островов (тонг. Paati Temokalati 'e e Otu Motu Angaʻa) и Народной партии (тонг. Paati ʻa e Kakai ʻo Tonga).
Крупнейшая партия страны, Движение за права человека и демократию, была основана в конце 1970-х годов и зарегистрирована под текущим названием в 2002 году. Народная демократическая партия была основана 8 апреля 2005 года в результате откола от Движения за права человека и демократию, а официально зарегистрирована 1 июля 2005 года. Партия устойчивого строительства государства, основанная 4 августа 2007 года в Окленде (Новая Зеландия), прекратила своё существование в 2017 году.
Демократическая партия Дружественных островов была основана в 2010 году силами части членов Движения за права человека и демократию.

## Вооружённые силы

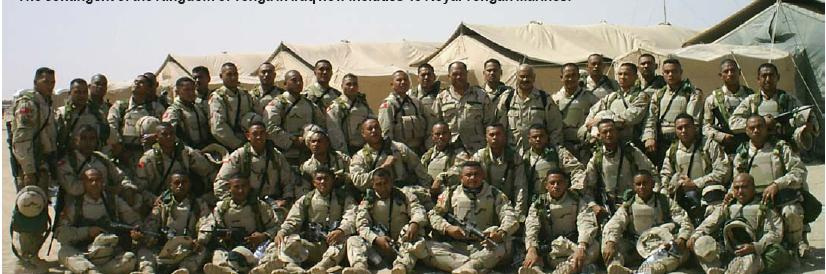
Тонганские военные в Ираке.

В Тонга существуют постоянные вооружённые силы, известные как Силы обороны Тонга (англ. Tonga Defence Services). Основными их функциями являются защита Королевства, поддержка гражданской власти, помощь ей в поддержании порядка и другие функции и обязанности, осуществление которых возложено на них Королём. Вооружённые силы состоят из регулярной (англ. Regular Force), территориальной армии (англ. Territorial Force) и резерва (англ. Reserve).
Тонганцы принимали участие в Первой мировой войне в составе Новозеландских экспедиционных войск, а в начале Второй мировой войны были созданы Силы обороны, которые, однако, были распущены к концу войны (вновь сформированы в 1946 году).
С 2002 года в составе вооружённых сил Тонга выделяются сухопутные силы (королевская гвардия) и Военно-морские силы Тонга (в том числе королевская морская пехота и авиационное подразделение). Всего в вооружённых силах (на 2007 год), поддержку которым оказывают Австралия, Новая Зеландия и США, служило 430 человек. В последнее время имеются тенденции к небольшому увеличению численности.
В последние годы подразделения армии Тонга принимали участие в миротворческих операциях на Соломоновых Островах, а также в составе международных коалиционных сил в Ираке (тонганская миссия была выведена из страны в декабре 2008 года).

### Правоохранительные органы
В Тонга существуют полицейские силы (англ. Tonga Police Force). Численность на 2000 г. — 420 человек, территориально делятся на 4 отделения полиции + учебный центр + специальная группа. Штаб-квартира располагается в Нукуалофа.
Основной их функцией является поддержание закона и порядка, сохранение мира, защита жизни и собственности, предотвращение и выявление преступлений и другие функции, предусмотренные законодательством. Полиция Тонга возглавляется министром полиции, который несёт ответственность перед Кабинетом министров.
В 2005 году в стране было совершено 2932 преступлений (в 2002 году — 2517). Из них: против личности человека — 652, собственности — 1952.

## Внешняя политика и международные отношения
Тонга поддерживает дипломатические отношения со многими странами мира, в том числе, с Россией. Наиболее длительную историю двусторонних взаимоотношений Королевство имеет с Францией: отношения с ней были установлены ещё в 1855 году с подписанием Договора о дружбе. Тем не менее, только Австралия, Китай, Новая Зеландия и Япония имеют свои посольства или представительства высокого комиссара в столице этого тихоокеанского государства, в городе Нукуалофа. Единственные же дипломатические представительства Тонга в форме посольства расположено в Пекине (КНР) и Токио (Япония). Страна также имеет постоянного представителя при ООН (по совместительству он является послом в США), почётных консулов в Лондоне (Великобритания) и Сан-Франциско (США) и торговых представителей в Австралии, Новой Зеландии и США.
Дипломатические отношения между СССР и Тонга были установлены 14 октября 1977 года. В декабре 1991 года Российская Федерация была признана правопреемницей СССР. Послы России в Новой Зеландии по совместительству — послы в Королевстве Тонга, поэтому российского посольства на территории страны нет.
Королевство Тонга — член ООН, ВТО, Секретариата тихоокеанского сообщества, Форума тихоокеанских островов, Содружества наций, Стран Африки, Карибского бассейна и Тихоокеанского региона и других международных организаций.

## Административное деление

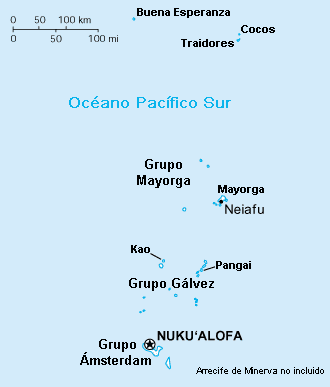
Карта Тонга.

В административном отношении Королевство Тонга разделено на пять административных округов: Вавау, Ниуас, Тонгатапу, Хаапай и Эуа. Округа, в свою очередь, делятся на районы и деревни.
| № | Округ     | Название на английском языке | Административный центр | Общая площадь, км² | Площадь населённых островов, км² | Население, чел. (2016) | Плотность, чел./км² |
| - | --------- | ---------------------------- | ---------------------- | ------------------ | -------------------------------- | ---------------------- | ------------------- |
| 1 | Вавау     | Vava’u                       | Неиафу                 | 194                | 119                              | 13 738                 | 114                 |
| 2 | Ниуас     | Niuas                        | Хихифо                 | 75                 | 72                               | 1232                   | 17                  |
| 3 | Тонгатапу | Tongatapu                    | Нукуалофа              | 266                | 261                              | 74 611                 | 286                 |
| 4 | Хаапай    | Ha’apai                      | Пангаи                 | 126                | 110                              | 6125                   | 56                  |
| 5 | Эуа       | 'Eua                         | Охонуа                 | 87                 | 87                               | 4945                   | 57                  |
|   | Всего     |                              |                        | 748                | 649                              | 100 651                | 155                 |

В состав округа Вавау входят 6 районов Неиафу, Леиматуа, Хахаке, Пангаимоту, Хихифо и Моту. В состав округа Ниуас входят 2 района: Ниуатопутапу и Ниуафооу. В состав округа Тонгатапу входят 7 районов: Колофооу, Коломотуа, Ваини, Татакамотонга, Лапаха, Нукунуку и Коловаи. В состав округа Хаапай входят 6 районов: Лифука, Фоа, Уиха, Лулунга, Кауваи-Хаано и Муомуа. В состав округа Эуа входят 2 района: Эуа-Мотуа и Эуа-Фооу.

## Население
| Численность населения на 1 января | Численность населения на 1 января | Численность населения на 1 января | Численность населения на 1 января | Численность населения на 1 января | Численность населения на 1 января | Численность населения на 1 января | Численность населения на 1 января | Численность населения на 1 января |
| 1881                              | 1956                              | 1966                              | 1976                              | 1986                              | 1996                              | 2006                              | 2011                              | 2016                              |
| --------------------------------- | --------------------------------- | --------------------------------- | --------------------------------- | --------------------------------- | --------------------------------- | --------------------------------- | --------------------------------- | --------------------------------- |
| 19 196                            | ↗56 838                           | ↗77 429                           | ↗90 085                           | ↗94 649                           | ↗97 784                           | ↗101 991                          | ↗103 252                          | ↘100 651                          |

| 1960     | 1961     | 1962     | 1963     | 1964     | 1965     | 1966     | 1967     | 1968     | 1969     | 1970     | 1971     |
| -------- | -------- | -------- | -------- | -------- | -------- | -------- | -------- | -------- | -------- | -------- | -------- |
| 61 600   | ↗63 740  | ↗66 255  | ↗69 000  | ↗71 757  | ↗74 363  | ↗76 787  | ↗79 048  | ↗81 096  | ↗82 879  | ↗84 370  | ↗85 520  |
| 1972     | 1973     | 1974     | 1975     | 1976     | 1977     | 1978     | 1979     | 1980     | 1981     | 1982     | 1983     |
| ↗86 349  | ↗86 985  | ↗87 609  | ↗88 347  | ↗89 258  | ↗90 296  | ↗91 361  | ↗92 300  | ↗93 007  | ↗93 451  | ↗93 682  | ↗93 774  |
| 1984     | 1985     | 1986     | 1987     | 1988     | 1989     | 1990     | 1991     | 1992     | 1993     | 1994     | 1995     |
| ↗93 838  | ↗93 953  | ↗94 149  | ↗94 403  | ↗94 687  | ↗94 952  | ↗95 165  | ↗95 321  | ↗95 443  | ↗95 560  | ↗95 712  | ↗95 928  |
| 1996     | 1997     | 1998     | 1999     | 2000     | 2001     | 2002     | 2003     | 2004     | 2005     | 2006     | 2007     |
| ↗96 218  | ↗96 574  | ↗96 991  | ↗97 457  | ↗97 962  | ↗98 504  | ↗99 083  | ↗99 691  | ↗100 319 | ↗100 960 | ↗101 617 | ↗102 289 |
| 2008     | 2009     | 2010     | 2011     | 2012     | 2013     | 2017     | 2020     |          |          |          |          |
| ↗102 947 | ↗103 557 | ↗104 098 | ↗104 554 | ↗104 941 | ↗105 323 | ↗108 020 | ↘105 697 |          |          |          |          |

### Численность и размещение

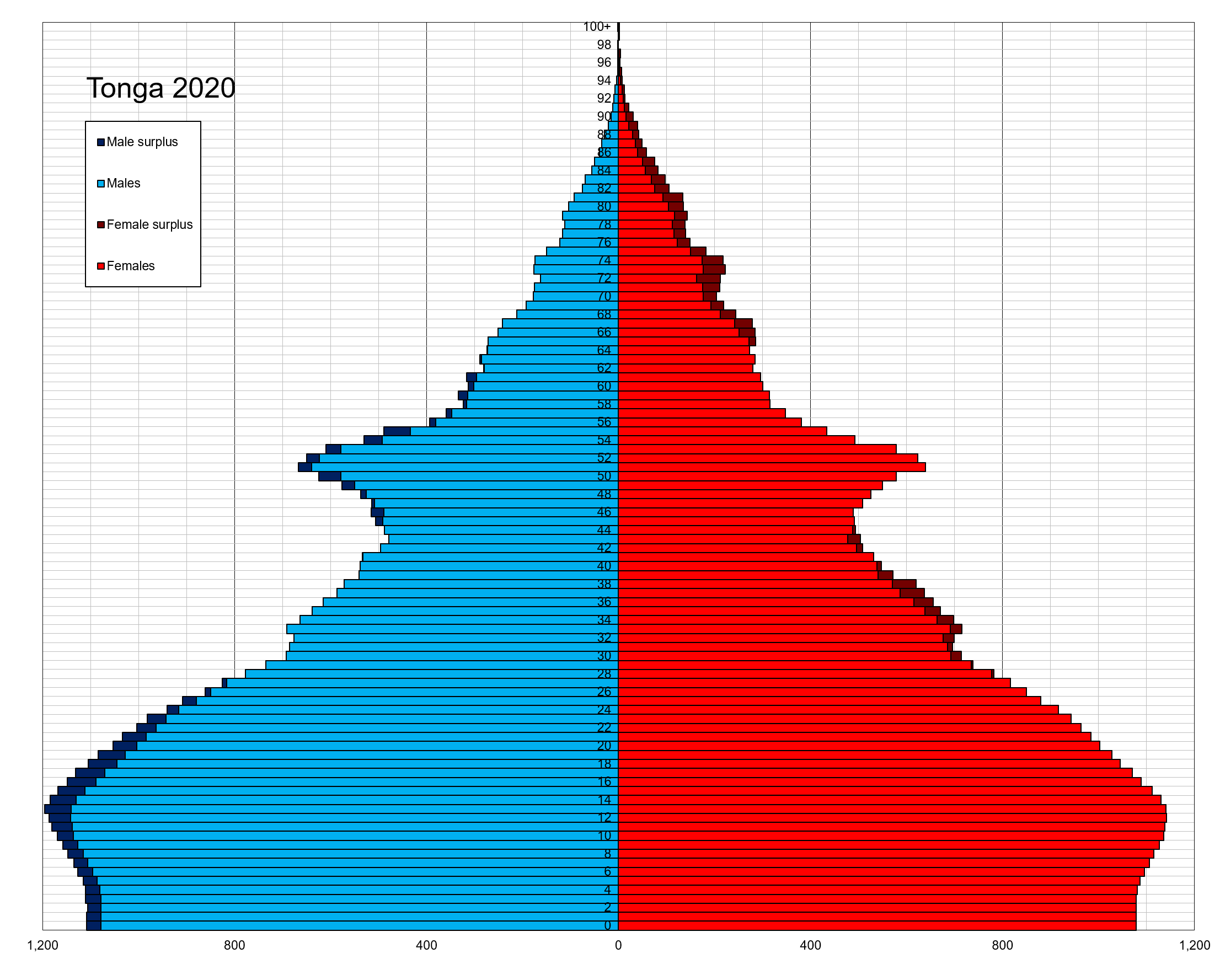
Возрастно-половая пирамида населения Тонга на 2020 год

Национальная перепись населения проводится в Тонга на регулярной основе, начиная с 1921 года. Однако имеются также статистические данные, полученные в ещё более ранние годы (например, в 1891 году). С 1956 года перепись населения проводится каждые десять лет (последняя состоялась в 2006 году).
Согласно переписи 2006 года (данные Департамента статистики Тонга), численность населения страны составляла 101 991 человек. К 2011 году, по переписи населения, эта цифра увеличилась до 103 252 человек. Темпы прироста населения в Тонга — 1,236 % являются относительно низкими на фоне других стран Океании: 1,669 % по оценке 2008 года. Перепись же 2006 года показала увеличение численности населения на 4,3 % по сравнению с данными переписи 1996 года, то есть на 4207 человек (при ежегодном приросте в 0,4 %).
В статистических целях Тонга разделена на пять округов: Тонгатапу, Вавау, Хаапай, Эуа и Ниуас. В 2011 году самым густонаселённым округом был Тонгатапу, численность населения которого составляла 75 416 человек (73,0 %). В Вавау проживало 14 922 человек (14,5 %), в Хаапай — 6616 человек (6,4 %), Эуа — 5016 человек (4,9 %), Ниуас — 1282 человек (1,2 %). Прирост населения был зарегистрирован только в Тонгатапу (4,7 % по сравнению с 2006 годом). На других же округах была отмечена убыль населения: в Вавау — на 3,9 %, в Хаапай — на 11,4 %, Эуа — 10,4 % а в Ниуас — на 13,0 %. Одной из основных причин низких показателей является эмиграция населения либо на острове Тонгатапу, либо за границу.
Крупные диаспоры выходцев из Тонга есть в Новой Зеландии, Австралии и США. В 2001 году в Новой Зеландии было зарегистрировано 40 700 тонганцев (около 18 % от численности народов Океании, проживающих на территории Новой Зеландии). Большинство из них (78 %) проживало в городе Окленд, 5 % — в Веллингтоне. В Австралии в 2006 году было зарегистрировано 7580 тонганцев (в 2001 году — 7720 человек), большинство из которых проживало в штатах Новый Южный Уэльс (4920 человек, или 65 %) и Виктория (1190 человек, или 15,7 %). Кроме того, имеются большая диаспора в США: в 2000 году — 27 686 человек, или 7,3 % от численности народов Океании, проживающих в Штатах. Основные места расселения — штаты Юта, Калифорния и Гавайи.
Перепись населения также показала, что в округе Тонгатапу население выросло во всех районах, кроме Лапаха, где произошло снижение численности населения на 2 %. Самый высокий прирост был отмечен в районе Ваини — на 12 %. В округе Вавау население больше всего возросло в районе Пангаимоту — на 8 %, а снижение было зарегистрировано в районах Моту (на 43 %) и Хихифо (на 5 %). В округе Хаапай численность населения упала во всех районах, кроме Фоа (рост на 3 %). В Эуа в двух районах был отмечен рост населения, а в Ниуас, наоборот, падение.
Самая высокая плотность населения в 2011 году была зарегистрирована в округе Тонгатапу — 283,52 человек на км², в то время как по стране эта цифра составляла 138,04 человек на км² (самая низкая плотность — в округе Ниуас, 17,09 человека на км²). По сравнению с данными переписи 2006 года плотность населения снизилась в округах Вавау, Хаапай, Эуа и Ниуас, а выросла только в округе Тонгатапу.
В 2011 году доля городского населения Королевства Тонга составила 23,47 % (или 24 229 человек). Всё оно проживало в городских поселениях Колофооу, Коломотуа и Мауфанга на острове Тонгатапу. В 2006 году численность городского населения составляла 23 658 человек. Таким образом, за десять лет этот показатель увеличился на 2,41 %.
В 2011 году мужчины составляли 50,34 % (51 979 чел.), женщины — 49,66 % (51 273 чел.). Доля детей до 15 лет в 2011 году — 37,3 %, взрослого населения от 15 до 59 лет — 54,4 %, старше 60 лет — 8,3 %, таким образом, средний возраст населения составлял 21,0 года. Средняя продолжительность жизни мужчин, согласно оценке 2008 года, — 67,9 года, женщин — 73,1 года.

### Этнический состав

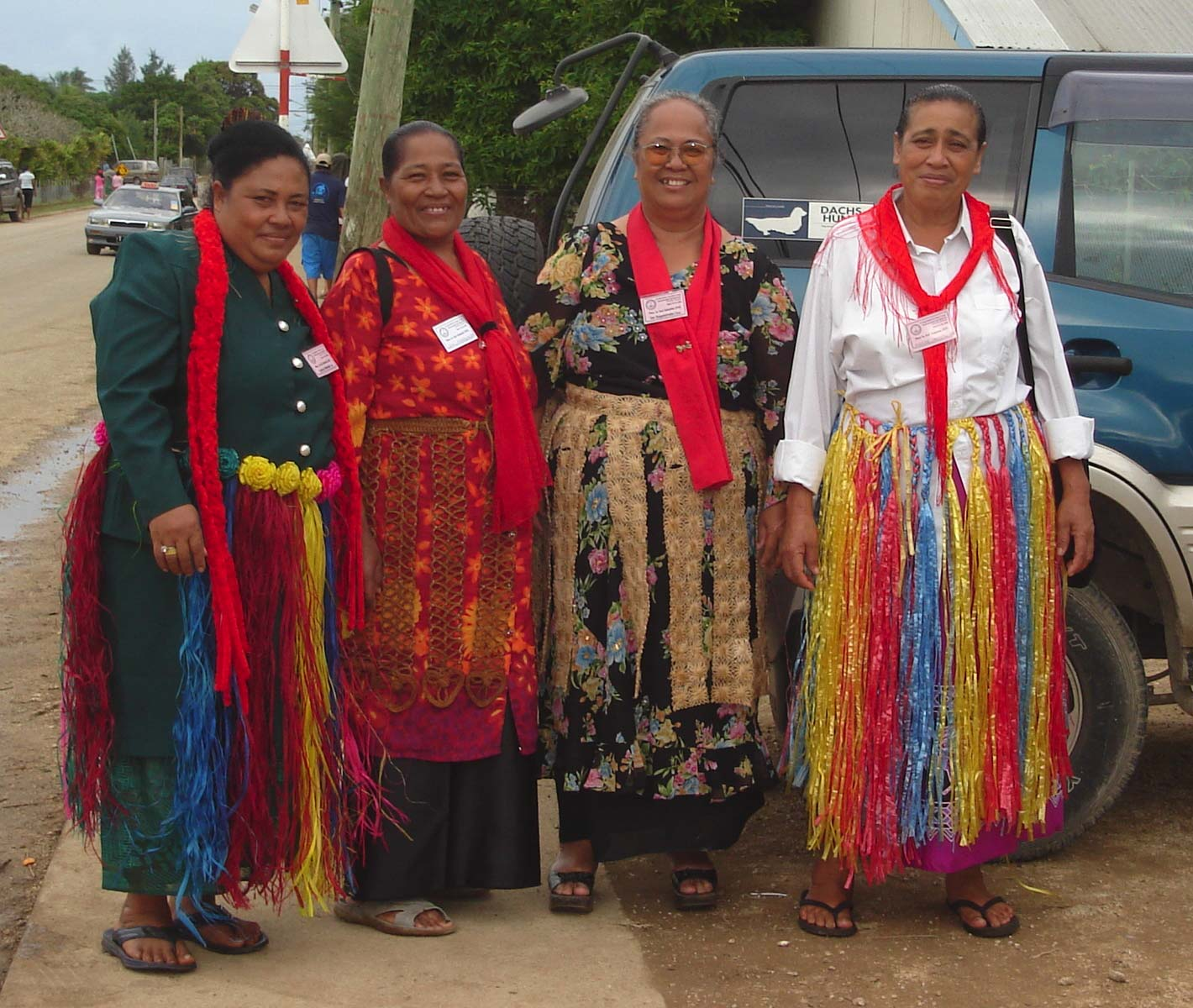
Коренные жители Тонга — тонганцы.

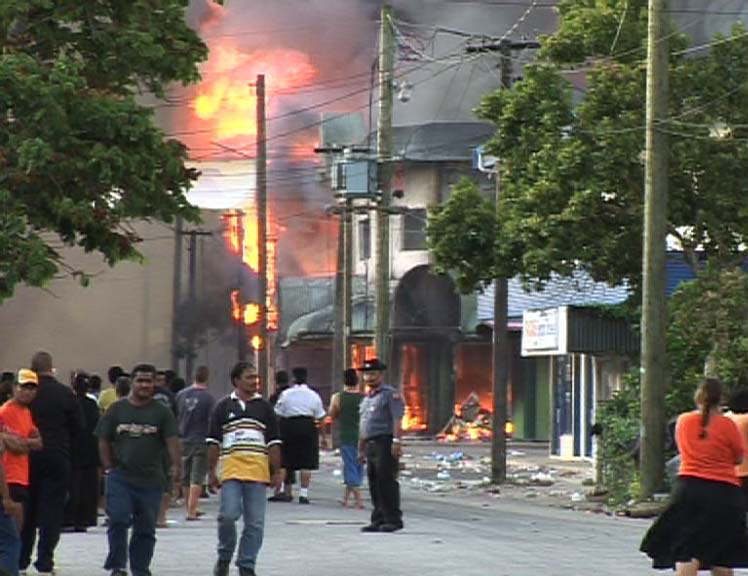
Пожары во время мятежей в Нукуалофе в 2006 году, более известные как Волнения в Нукуалофа.

Население Тонга однородное: согласно переписи 2011 года 96,5 % жителей были тонганцами, представителями коренного полинезийского народа, 1,04 % — представителями смешанных браков тонганцев и других народов. Доля иностранцев (европейцев, выходцев с других островов Тихого океана и азиатов) минимальна. По отношению к 1996 году был отмечен рост численности китайцев, индийцев, а также фиджийцев.
В 2006 году численность китайцев в Тонга составила 395 человек, в то время как в 1996 году в стране проживало всего 55 представителей этого народа. По переписи 2011 года их численность выросла до 843 человек. Первые же этнические китайцы появились на архипелаге ещё в 1920-х годах в качестве англиканских священников, а в 1974 году в Тонга появился первый тайваньский бизнесмен. Значительный рост китайского населения в Королевстве в последнее десятилетие XX века был, по большей части, вызван тем, что в 1990-х годах тонганское правительство продавало паспорта своей страны китайцам и жителям Гонконга, подзаработав таким образом значительные суммы. Паспорта в основном приобретались китайскими гражданами. В результате к 2001 году в столице, городе Нукуалофа, работало около 120 магазинов, владельцами которых были выходцы из Китая. Однако приток китайских иммигрантов вызывает недовольство среди местного населения, которое опасается их экономического преобладания. К тому же, среди тонганцев возросла безработица. В 1999 году Тонганская ассоциация китайцев зарегистрировала 40 случаев преследования китайских предпринимателей, в том числе нападений. В 2000 году власти округа Нукунуку запретили все китайские магазины. В 2001 году в стране было зарегистрировано уже около 100 нападений на расовой почве, организованных тонганцами против китайцев. Рост напряжённости в обществе даже вынудили премьер-министра Тонга, принца Улакалала Лавака Ата, отказать 600 китайцам в продлении разрешения на работу. Им же было приказано покинуть страну в течение 12 месяцев. В 2006 году прошли очередные мятежи в Нукуалофа, организованные против китайских предпринимателей. Это привело к дальнейшей эмиграции ещё нескольких сотен китайцев. Несмотря на плохое отношение со стороны местного населения, в Тонга до сих пор проживает значительное число китайцев, большинство из которых не собирается оставлять свой бизнес на архипелаге.

### Языки
| Примеры тонганских фраз | Примеры тонганских фраз |
| Русский                 | Тонганский              |
| ----------------------- | ----------------------- |
| Привет                  | Malo e lelei            |
| Который час?            | Koe ha e taimi?         |
| Как тебя зовут?         | Ko hai ho hingoa?       |
| Как дела?               | Fefe hake               |
| Да                      | ʻIo                     |
| Нет                     | ʻIkai                   |
| Большое спасибо         | Malo ʻaupito            |

Помимо английского языка официальным языком страны является тонганский, один из многочисленных языков полинезийской группы австронезийских языков, наряду с гавайским, маори, самоанским, таитянским и другими. Вместе с языком ниуэ тонганский язык составляет тонганскую подгруппу полинезийской группы языков. Письменность языка была создана в первой половине XIX века европейскими миссионерами. Общая численность носителей тонганского языка в 1998 году составляла 96 334 человека.
В языке используется латинский алфавит. Он состоит всего из 16 букв: 5 гласных и 11 согласных. Большую роль в устной речи играет долгота гласных звуков, из-за чего может меняться значение слова. На письме долгота обозначается макроном, или толои (например, «ā»), а гортанная смычка, или глухой гортанный взрывной согласный звук, — апострофом («ʻ»).
В стране есть носители и другого тихоокеанского языка — ниуафооу, на котором в 1981 году говорило 690 человек (используется на островах Ниуафооу и Эуа). До XIX века на острове Ниуатопутапу также существовал свой местный язык, но после аннексии Джорджем Тупоу I в июне 1862 года он был полностью вытеснен тонганским языком.
Согласно оценке 1998 года, 98,9 % населения страны умело читать и писать на тонганском или английском языках.

### Религиозный состав

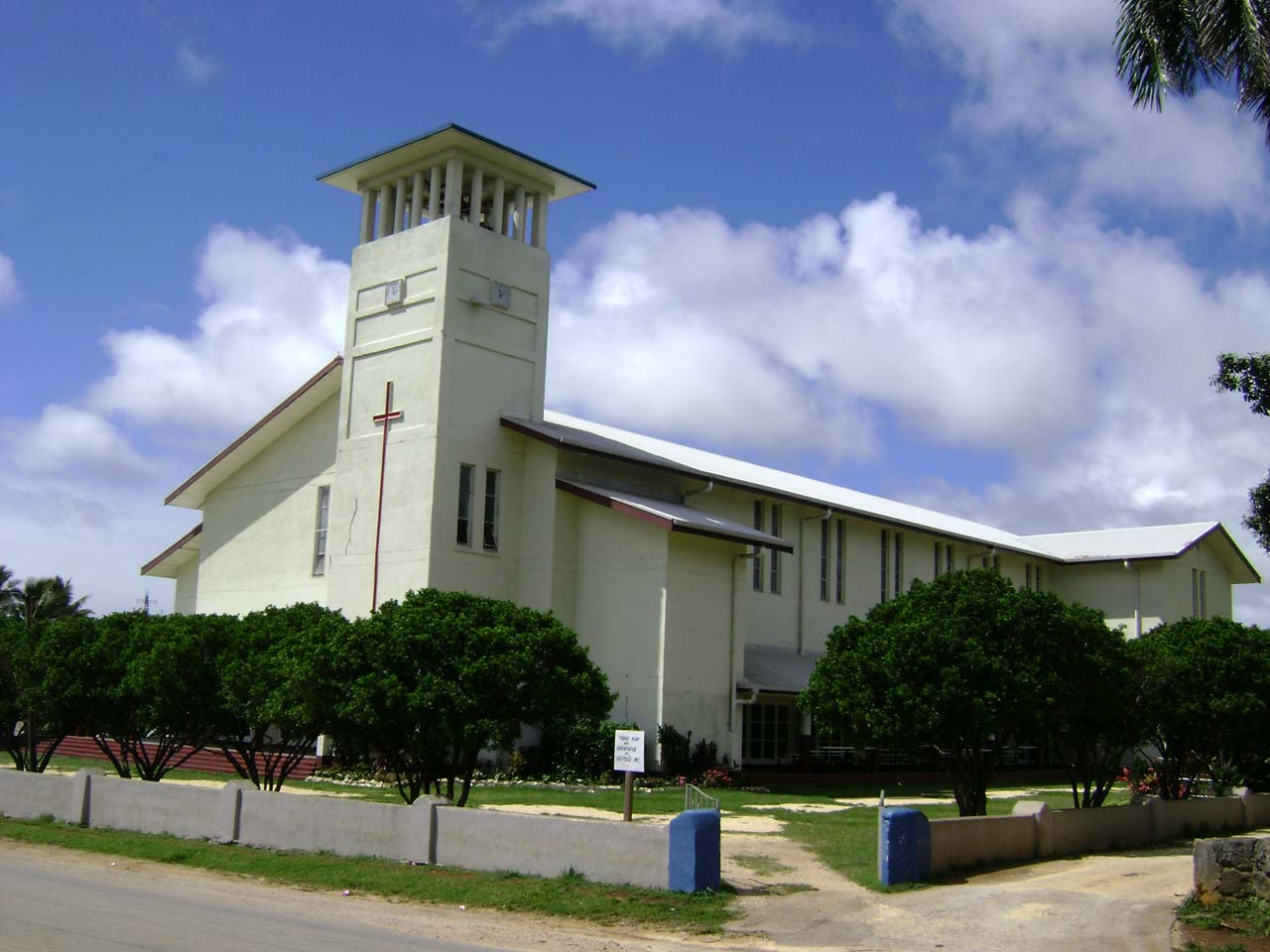
Храм Свободной Уэслианской Церкви в Коломотуа

Господствующей религией на островах Тонга является христианство. Первая попытка христианских миссионеров высадиться на архипелаге была осуществлена миссионерами из Лондонского миссионерского общества в 1797 году. Тем не менее она была безуспешной. Первая постоянная христианская миссия была основана на островах Тонга только в 1826 году.
Согласно переписи населения 2011 года большая часть тонганцев (36 592 человека, или 35,4 %) являлись членами Свободной Уэслианской Церкви (англ. Free Wesleyan Church). 18,0 % (18 554 чел.) были представителями Церкви Иисуса Христа Святых последних дней, 15,0 % (15 441 чел.) — Римско-католической церкви, 11,5 % (11 863 чел.) — Свободной Церкви Тонга (англ. Free church of Tonga), 6,7 % (6935 чел.) — Церкви Тонга (англ. Church of Tonga), 2,5 % (2602 чел.) — Ассамблеи Бога, 2,45 % (2533 чел.) — Христианской Церкви Токаиколо (англ. Tokaikolo Christian Church), 2,26 % (2331 чел.) — Церкви адвентистов седьмого дня, 0,93 % (961 чел.) — Конституционной Церкви Тонга (англ. Constitutional Church of Tonga), 0,71 % (728 чел.) — Англиканской церкви, 1,97 % (2029 чел.) — других христианских учений и религий. При этом только 288 человек заявили о том, что они атеисты, а 1034 человек отказались сказать о своей религиозной принадлежности. Хотя господствующей церковью на Тонга остаётся Свободная Уэслианская Церковь, в ходе последних переписей было отмечено сокращение её приверженцев, как и в случае с Римско-католической церковью, Свободной Церковью Тонга, Церковью Тонга, Христианской Церковью Токаиколо, Церковью адвентистов седьмого дня. Доля приверженцев других учений и религий наоборот возросла (наиболее существенный рост — у Церкви Иисуса Христа Святых последних дней, которая обогнала Римско-католическую церковь).
Свободная Уэслианская Церковь (тонг. Siasi Uesiliana Tau‘ataina ‘o Tonga) — крупнейшая христианская (методистская) церковь Королевства Тонга, постоянными членами которой являются представители королевской семьи. Церковь была образована в 1924 году с согласия королевы Салоте Тупоу III в результате объединения двух ветвей методистского движения — Свободной Церкви Тонга (была создана в 1885 году по приказу короля Джорджа Тупоу I) и веслиянцев.
Первые католические миссионеры высадились на островах Тонга в 1837 году, однако разрешение создать постоянную миссию было получено только в 1842 году. Существовавшее католическое общество в то время находилось в подчинении апостольского викариата Центральной Океании, который был создан 23 августа 1842 года. Апостольский викариат Тонга был учреждён только 13 апреля 1937 года. 21 июня 1966 года на архипелаге была создана самостоятельная епархия.
Первые представители Церкви Иисуса Христа Святых последних дней прибыли в Тонга в 1891 году, но уже спустя шесть лет миссия была закрыта. Восстановлена она была только в 1916 году. В настоящее время это одно из наиболее динамично развивающихся религиозных течений в Королевстве. Согласно данным Церкви, в Тонга самая высокая доля приверженцев этой религиозной организации в мире по отношению к численности населения страны — 54 281 член. Однако согласно официальным данным переписи населения 2006 года в Королевстве проживает 17 109 последователей этой религии. На главном острове Тонга, Тонгатапу, расположен единственный в стране храм религиозной организации.
C 2011 года на Тонга действует Русская православная миссия — The Tongan Orthodox Mission.
Конституция страны гарантирует свободу вероисповедания.

## Экономика
Тонганской экономике свойственны огромная исключительная экономическая зона, ограниченные природные богатства, отдалённость от основных мировых рынков сбыта, недостаток высококвалифицированных специалистов. При этом основными факторами, которые могут повредить экономической стабильности на островах, являются стихийные бедствия (в основном, засухи и циклоны) и колебания на мировых рынках. Связано это с тем, что основу экспорта Тонга составляют товары (кабачки, ваниль, рыба, кава), которые очень чувствительны к природным процессам, а сама страна является экономическим агентом, который не может оказывать влияния на ценообразование на глобальных рынках. Отдалённость же от основных рынков сбыта продукции приводит не только к высоким транспортным затратам, препятствует международной мобильности факторов производства, но и мешает проникновению в страну различных коммерческих и технических ноу-хау.
Согласно данным ЦРУ по оценке 2007 года ВВП страны по паритету покупательной способности составлял около $526 млн, а ВВП на душу населения — $5100. В период с 1973 по 1995 года ежегодный экономический рост, который в значительной мере определялся расходами государства и уровнем денежных переводов из-за границы, составлял около 1,8 %. Рост реального ВВП в период с 1994 по 2001 год в среднем составлял 2,2 %, при этом этот показатель варьировался от 0,1 до 6,2 %, что свидетельствовало о зависимости экономики от таких секторов, как сельское хозяйство и туризм. Согласно оценке 2007 года, рост ВВП имел отрицательный показатель — −3,5 %, что было отражением ослабления тонганской экономики.

### Сельское хозяйство

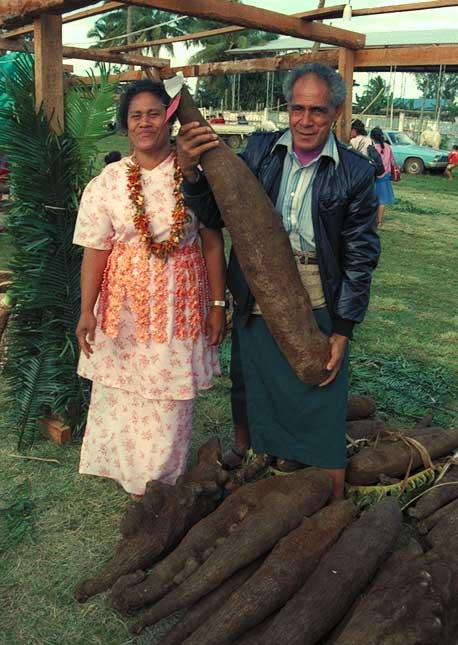
Тонганцы с выращенным ими ямсом.

Одним из важных секторов экономики Тонга является сельское хозяйство. Тем не менее в последние годы наблюдается снижение доли этого сектора в ВВП страны. Например, в 1994/1995 годах доля сельского хозяйства в ВВП составляла 34 %, а в 2005/2006 годах эта цифра упала до 25 %. Вызвано это диверсификацией местной экономики, в результате которой значительно возросла роль сектора услуг. Основной целью данного процесса является расширение экономической базы Тонга с целью укрепления экономики на случай будущих внешних шоков. Сельское хозяйство обеспечивает страну продуктами питания, рабочими местами, материалами для строительства и ремесла, стимулирует приток иностранной валюты.
Основными сельскохозяйственными культурами являются кокосовая пальма (из маслянистого эндосперма орехов этого растения производят копру), бананы, ваниль, кабачки, какао, кофе, имбирь, чёрный перец.

### Рыболовство
Рыба — одно из национальных богатств Тонга, которое играет очень важную роль в экономике и жизни страны. Для внутреннего рынка рыба в основном вылавливается в пределах рифов и лагун и служит основным источником белков для местного населения.
Страна располагает крупной исключительной экономической зоной, площадь которой составляет около 700 тысяч км². Пополнение государственного бюджета также осуществляется за счёт выдачи иностранным судам лицензии на право вылова рыбы в этой экономической зоне, при этом доход от лицензирования во многом зависит от погодных условий (преимущественно явлений Эль-Ниньо и Ла-Нинья). Основной интерес для иностранных судов представляет тунец.
В конце 1960-х годов в Тонга начался коммерческий вылов омаров, который ежегодно составлял около 36 метрических тонн. Однако в последние годы произошло снижение этой цифры. Кроме того, выращиваются различные виды морских моллюсков: часть из них идёт для внутреннего потребления, а раковины используются для изготовления сувениров для туристов. Правительством страны также предпринимались попытки по разведению устриц и жемчужниц, однако эти эксперименты были, по большей части, безуспешными. Начало разведению этих моллюсков в стране было положено в начале 1960-х годов, а в 1975 году правительством Тонга было образовано экспериментальное предприятие по выращиванию устриц-крылаток(лат. Pteria penguin), которые специально для этих целей были завезены из Японии. В 1993 году на островах Вавау был впервые инициирован процесс создания коммерческих ферм по выращиванию жемчуга.

### Транспорт

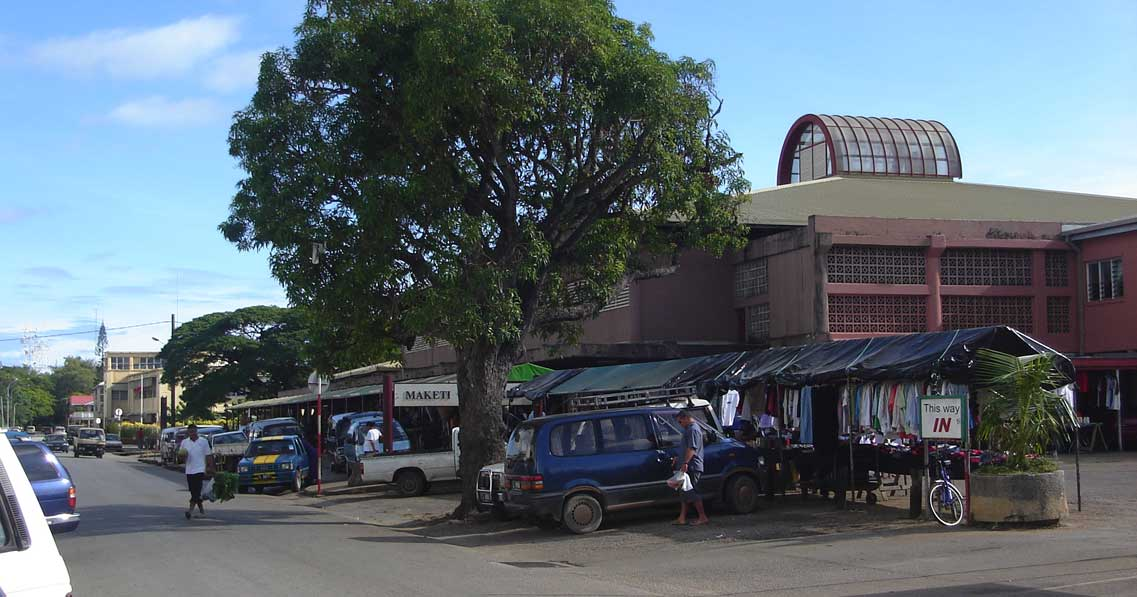
Один из рынков Нукуалофы.

Одним из препятствий для развития дорожной сети в стране является дефицит земельных ресурсов, а также существующий режим землепользования. К тому же, большая часть дорог была построена на средства, полученные от иностранных государств. В 2000 году длина шоссейных дорог Тонга составляла всего 680 км. Из них 184 км были с твёрдым покрытием. В стране отсутствует железнодорожный транспорт, хотя ранее существовала узкоколейная железная дорога на острове Тонгатапу, которая проходила через центр Нукуалофы к порту и служила для вывоза копры.
Авиаперевозки между островами Тонга осуществляет частная тонганская авиакомпания REALtonga, основанная в 2013 году. Основными международными авиакомпаниями, осуществляющими полёты в страну, в настоящее время являются «Air Pacific», «Air New Zealand», «Pacific Blue». Всего в 2007 году в стране действовало 6 аэропортов, но только у одного из них (Международного аэропорта Фуаамоту) взлётно-посадочная полоса имела твёрдое покрытие. Вторым по размеру аэропортом является аэропорт Вавау.
На большинстве островов действует общественный транспорт, есть такси (на номерных знаках — буква «T»). Крупнейший порт страны — Нукуалофа.

### Связь

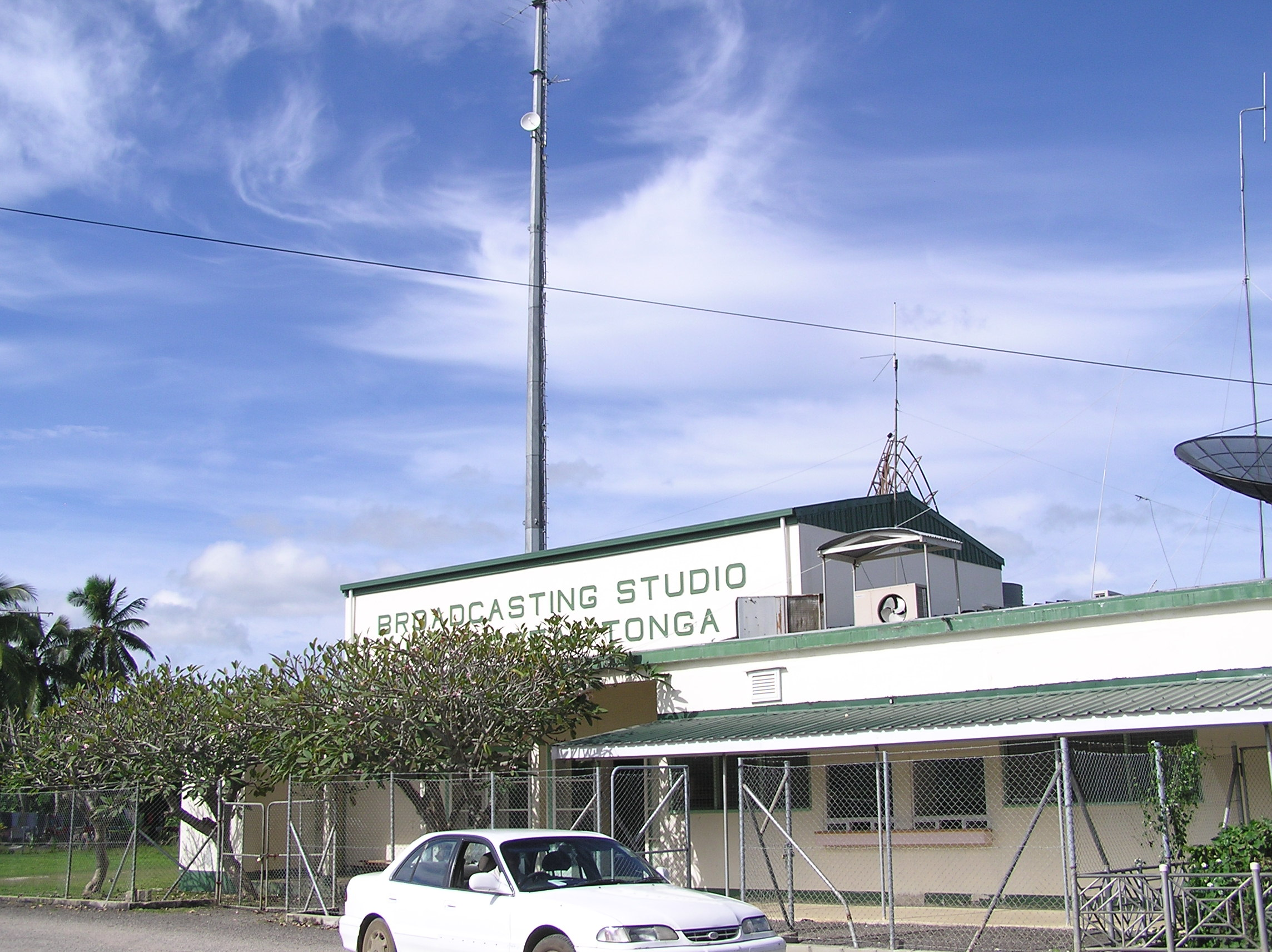
Здание Телерадиовещательной комиссии Тонга.

Пресса Тонга представлена тремя еженедельными изданиями: газета Tonga Chronicle (тонг. Ko e Kalonikali Tonga) принадлежит правительству страны и публикуется еженедельно по пятницам на двух языках, тонганском и английском (тираж газеты на тонганском составляет около 5 тысяч экземпляров, на английском — 1,5 тысячи); Times of Tonga (тонг. Taimi o Tonga) является частной и издаётся в Окленде (Новая Зеландия) два раза в неделю с отдельным выпуском для островов Тонга (основана в апреле 1989 года); журнал «Matangi Tonga» также является частным. В стране публикуется ещё несколько печатных изданий: Lao moe Hia (публикация судебных дел; на тонганском языке), «Ko e Kele’a» (политические комментарии) и несколько религиозных изданий.
На островах работает одна AM-станция («Radio Tonga 1»), четыре FM-станции: «Kool 90FM» (принадлежит правительственной Телерадиовещательной комиссии Тонга), «Radio 2000» (частная радиостанция), 93FM (частная религиозная), «Radio Nuku’alofa» (частная). В 2004 году в Тонга три компании предоставляли телевизионные услуги: Телерадиовещательная комиссия Тонга (англ. Tonga Broadcasting Commission, правительственная организация, которой принадлежат каналы «Television Tonga» и «TV Tonga 2»), «Tonfon» (платное кабельное телевидение), «Friendly Island Broadcasting Network» (частная компания, оказывающая услуги на Вавау).
На островах доступны различные виды телекоммуникационных услуг, в том числе, телефония и Интернет. В 2007 году в стране в пользовании было более 21 тысячи домашних телефонов и 46 500 мобильных телефонов. Интернетом пользовалось 8400 человек.

### Туризм

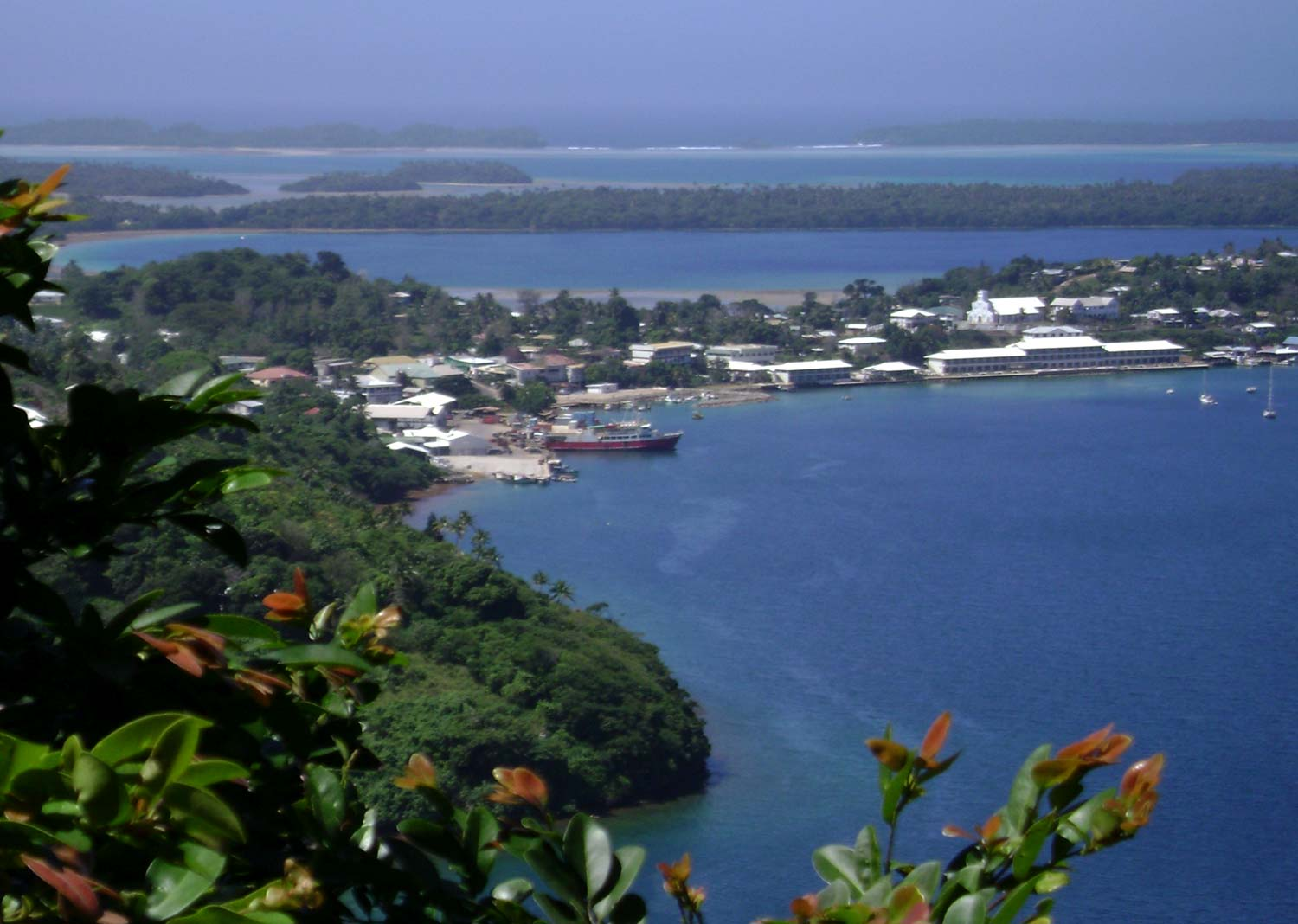
Город Неиафу.

Длительное время туристический сектор экономики Тонга был развит относительно слабо. Только в 1966 году правительством королевства был предпринят первый крупный шаг на пути развития туризма на архипелаге: был построен крупнейший в стране отель «International Dateline Hotel». В настоящее время туризм играет важную роль в экономике Тонга, являясь одним из основных источников притока иностранной валюты. В 2004 году страну посетило 41 208 туристов, что почти на 10 тысяч больше, чем в 1999 году: тогда страну посетило 30 949 человек. Страну преимущественно посещают туристы из Новой Зеландии, Австралии и США. В 2003 году основными целями поездки у прибывших в Тонга были проведение на островах каникул/отпусков, а также посещение друзей и родственников., а основными видами отдыха для иностранцев — дайвинг, спортивная рыбалка, культурный туризм, плавание на яхте, сёрфинг, кемпинг.
Граждане нескольких государств, в том числе таких бывших республик СССР, как России, Украины, Латвии и Литвы, не нуждаются в получении визы для въезда в страну. Как правило, она выдаётся бесплатно в аэропорту при въезде в Королевство. Срок действия — 1 месяц. Обязательными условиями для её получения являются обратный билет и достаточное количество средств для отдыха в Тонга. Тем не менее, граждане ряда государств обязаны получить визу до въезда в страну.

### Внешние экономические связи
Основными статьями экспорта Тонга являются: овощи, сырая рыба, фрукты и орехи, маниок, дыни, пиломатериалы; основными статьями импорта: продовольствие (главным образом мясные и молочные товары), машины, оборудование, транспортные средства и химическая продукция. В 2017 году объём экспорта составил $ 15 млн, а импорта — $ 103 млн
Основными партнёрами в 2017 году были: по экспорту — США (28 %), Южная Корея (23 %), Новая Зеландия (17 %), Австралия (12 %), Япония (11 %); по импорту — Новая Зеландия (29 %), КНР (27 %), США (12 %), Япония (6 %)

### Денежная система и финансы

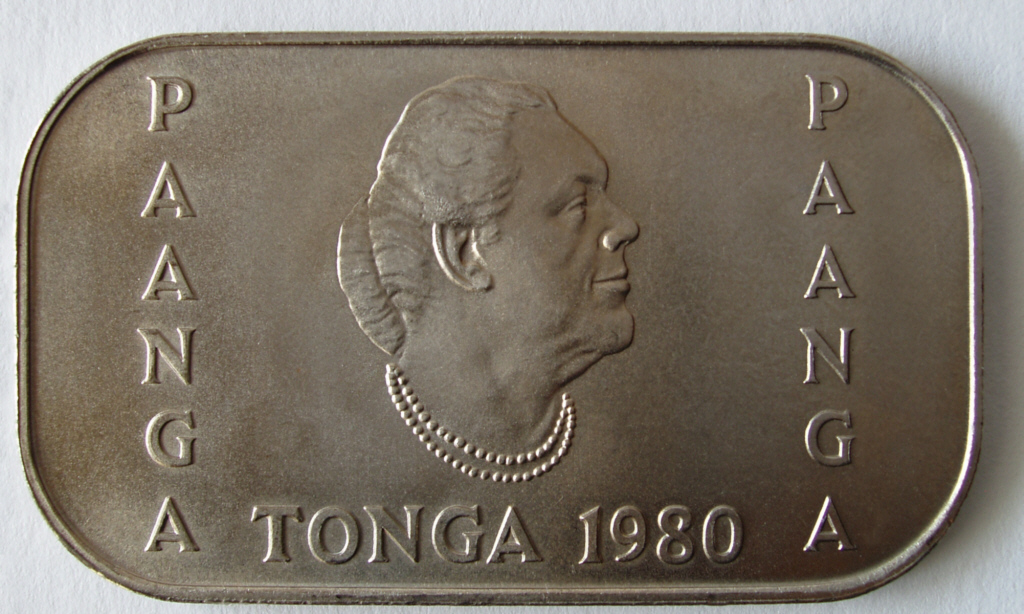
Тонганская монета 1980 года номиналом в 1 паанга.

Денежная единица Тонга — паанга, введённая в обращение 3 апреля 1967 года (до этого использовался тонганский фунт). Сама по себе она не является конвертируемой валютой, а её курс привязан к корзине валют, состоящей из австралийского, новозеландского долларов, доллара США и японской иены. В обращении находятся 7 монет номиналами в 1, 2, 5, 10, 20, 50, 100 сенити, а также 7 банкнот номиналами в 1, 2, 5, 10, 20, 50 и 100 паанга.
По бюджету на 2007—2008 год (бюджетный год длится с 1 июля по 30 июня) расходы составляли 109,8 млн долларов США, а доходы — 80,48 млн долларов США. Наиболее крупными статьями расходной части бюджета являются расходы на ЖКХ, экономику, здравоохранение. Среди доходов наибольшее значение имеют поступления от налогов и пошлин, причём решающую роль играют косвенные налоги.
Важным источником пополнения бюджета страны являются также почтовые марки, которые вызывают интерес филателистов со всего мира.
Внутренняя банковая система Тонга представлена тремя зарубежными (Westpac Bank of Tonga, ANZ Bank, Malaysian Banking finance) и одним местным банком (Tonga Development Bank). Надзор за этими банками осуществляет Национальный резервный банк Тонга (англ. National Reserve Bank of Tonga), который является центральным банком страны.

## Культура

### Социальная организация
Современное тонганское общество, как и традиционное, отличается высокой стратификацией населения и иерархичностью. Тем не менее, за несколько столетий в разделении общества на ранги произошли существенные изменения, которые в значительной степени сгладили в обществе различия между представителями разных социальных групп. В тонганском обществе выделяются три основные социальные группы: представители королевской семьи, или ха’а ту’и (тонг. Ha’a Tu’i), знать/вожди, или хоу’эики (тонг. hou’eiki), и простой народ, или кау ту’а (тонг. kau tu’a). Все титулы до сих пор остаются наследственными и, как правило, передаются исключительно по мужской линии. Конституцией 1875 года на островах был введён новый ранг — земельной аристократии, или нопеле (тонг. nōpele).
Социальная организация общества на островах Тонга, которая предполагает иерархию населения в зависимости от их статуса и власти, в значительной степени действует на основе системы семьи, или фамили (тонг. famili), и расширенной семьи, или каинга (тонг. kainga). Тонганское фамили состоит из семейной пары и их детей, которые проживают в одном доме, а каинга — из всех родственников, проживающих в одной или нескольких деревнях. Значительную роль в определении статуса человека играет его пол и возраст. Так, например, положение женщины в тонганском обществе традиционно считается более привилегированным, чем положение мужчины. Однако наследование земли или титулов осуществляется по мужской линии. Статус детей, как правило, определяется очерёдностью рождения, полом, местом рождения, статусом и авторитетом их родителей.

### Кухня

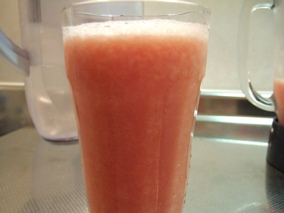
Напиток 'отаи.

Основу рациона древних тонганцев составляли такие сельскохозяйственные растения как таро, ямс, бананы, кокосы. Много потреблялось рыбы, которая, как правило, запекалась в специальных листьях в подземных печах. Деликатесом считались различные моллюски, которые поедались сырыми. Широко были распространены напитки из кокосового молока. Древние жители архипелага также разводили свиней, однако их закалывали только в особых случаях, например, на праздники.
В XIX — начале XX века в рационе местных жителей появилось много продуктов и растений, которые были завезены на острова европейцами, например репчатый лук, капуста, морковь, томаты, апельсины, лимоны и маниок, который было легче выращивать, чем традиционный ямс. Кроме того, появились арбузы, которые получили на архипелаге большую популярность: из них стали делать безалкогольный прохладительный напиток 'отаи (тонг. ‘otai; смесь сока арбуза, кокосового молока и, возможно, соков других фруктов — например, манго и ананасов).
Среди традиционных блюд Тонга можно выделить:
- Лу-пулу (тонг. lu pulu) — солонина, запечённая в листьях таро вместе с репчатым луком и кокосовым молоком.
- Лу-сипи (тонг. lu sipi) — то же самое, что и лу пулу, но приготовленное из баранины.
- Ваи-сиаине (тонг. vai siaine) — блюдо, напоминающее суп и приготовленное из спелых бананов и кокосов[169].

Особое место в жизни островитян занимает широко распространённый в Полинезии опьяняющий напиток кава, который делается из корней растения Piper methysticum. Кроме церемониальной функции и роли излюбленного напитка, кава используется тонганцами в качестве средства против головной боли, диареи, малярийной гемоглобинурии, туберкулёза, лепры, рака, астмы, расстройства желудка и бессонницы. В тонганской мифологии даже существует легенда, в которой объясняется происхождение напитка. В ней рассказывается о том, как верховный вождь Лоау решил посетить во время голода в стране своего подданного Фева’анга и его жену Фефафа, которые проживали на острове Эуэики. Однако на званом ужине они ничего не могли предложить своему почётному гостю, поэтому решили убить свою дочь по имени Кава’онау, которая болела лепрой, и приготовить из неё что-нибудь вкусное. Когда об этом узнал Лоау, он отказался от еды и приказал своим подданным закопать её сзади дома. Фева’анга и Фефафа беспрекословно подчинились, закопав голову своей убитой дочери в одном месте, а внутренности — в другом. Спустя пять дней в местах захоронения появились два совершенно незнакомых растения: из головы дочери выросло растение кава (лат. Piper methysticum), а из внутренностей — сахарный тростник.

### Музыка

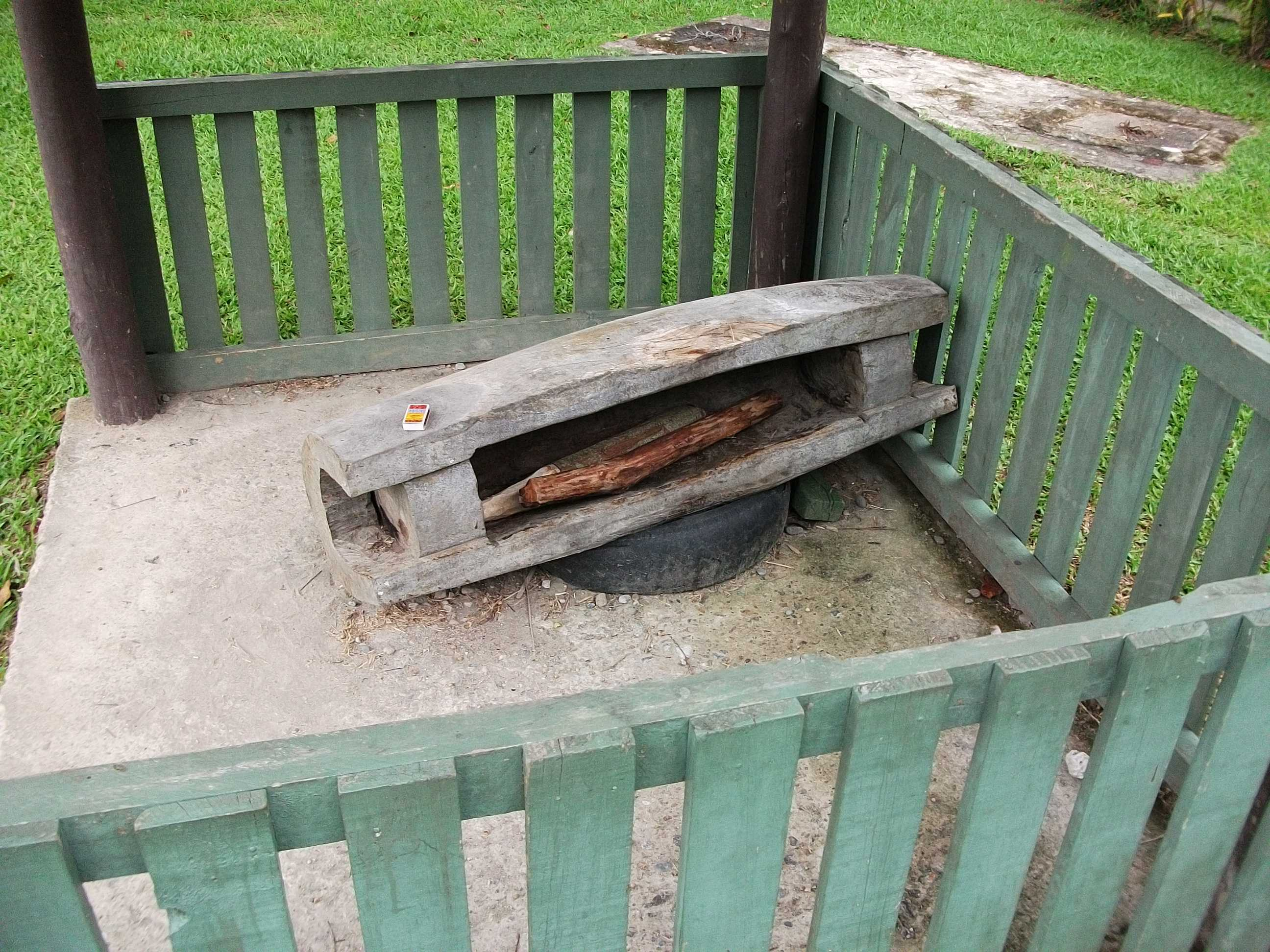
Барабан лали.

Сведений о музыке и музыкальных инструментах Тонга, которая существовала до появления на островах европейцев, практически не сохранилось. Одни из первых европейских путешественников, которые побывали на архипелаге, Джеймс Кук и Уильям Маринер, сделали в своих дневниках несколько заметок о традиционной музыке, которую они слышали во время исполнения танцев. Среди народных инструментов Тонга есть идиофоны (барабаны, щелевые гонги, варганы), хордофоны, аэрофоны (носовые флейты, трубы из раковин, обыкновенные раковины, флейты).
До появления европейцев барабаны отсутствовали во всей Западной Полинезии (за исключением Токелау). На островах Тонга они, предположительно, были завезены сравнительно недавно из Самоа вместе с танцем маулуулу (тонг. māʻuluʻulu) и с тех пор подверглись значительной «модернизации»: в настоящее время тонганские барабаны, или нафа (тонг. nafa), как название древних форм щелевого гонга), чаще всего изготавливаются из бочек для нефтепродуктов объёмом в 44 галлона, которые затем разрезаются пополам и покрываются телячьей кожей.
Широкое распространение на Тонга получили щелевые гонги, которых выделяются два основных типа: нафа (тонг. nafa), которые были упомянуты Джеймсом Куком в его дневнике в 1784 году, и лали (тонг. lali), завезённые с островов Фиджи. Согласно описаниям Кука, нафа имел длину от 0,9 до 1,2 м, толщину, в два раза меньшую толщины человека, а также небольшую щель в 8 см, которая тянулась на протяжении всей длины инструмента. При игре на нафа использовались две палки из твёрдой древесины длиной в 30 см и толщиной в запястье руки, которыми били в середине и ближе к концу щелевого гонга. Лали традиционно использовались не в музыкальных целях, а для созыва вождей в мирное время или окружения деревни перед атакой во время войн. Разновидность лали, лали-фаива (тонг. lali faiva), используется при исполнении танца меке (тонг. meke).
Местной разновидностью варгана является утете (тонг. ʻutete), который делается из листка кокосовой пальмы длиной в 25 см и шириной в 3 см. В прошлом игра на нём была распространённым развлечением среди детей, однако в настоящее время этот музыкальный инструмент достаточно редок. Среди других идиофонов можно выделить тафуа (тонг. tofua) — скрученная циновка, внутри которой находится стебель бамбука и звучание которой достигается посредством ударов двумя палками; используется для музыкального сопровождения танцев фахаиула, ула и отухака.
Из хордофонов на Тонга встречаются только завезённые европейцами гитары, а также укулеле. Все они используются, как правило, при исполнении любовных песен, или хива-какала. Из аэрофонов распространены носовые флейты, или фангуфангу (тонг. fangufangu), как и различные морские раковины, которые используется в качестве музыкальных труб. Флейты мимиха (тонг. mimiha) в последнее столетие стали большой редкостью.
Современная музыка Тонга складывалась под влиянием различных музыкальных течений европейского, тихоокеанского и даже карибского происхождения. Слова песен представляют собой стихи, построенные на принципе хелиаки (тонг. heliaki): «сказать одно, но подразумевать другое». Из песен наибольший интерес представляют церемониальные танцевальные песни, или фаива (тонг. faiva). Очень популярны любовные песни хива-какала (тонг. hiva kakala).

### Танцы

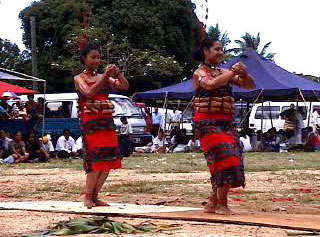
Танец ула, как и любой другой тонганский танец, начинается с похлопывания в ладоши.

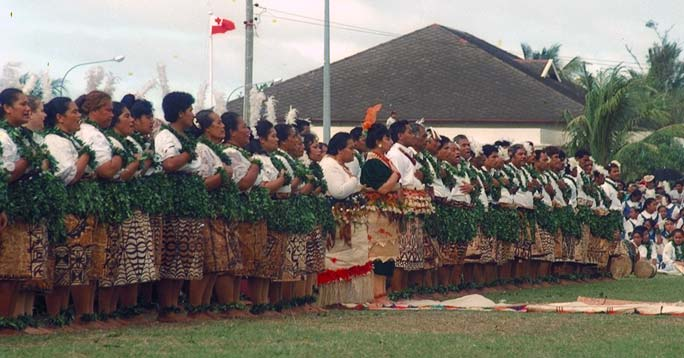
Танец лакалака

Официальным церемониальным танцем, широко распространённым в прошлом и сохранившимся в наше время, является меэтуупаки (тонг. meʻetuʻupaki), танец, исполняемый мужчинами. При исполнении этого танца используются специальные веера, которые называются паки (тонг. paki), а также тонганский щелевой барабан, или нафа (тонг. nafa), на котором играют двумя специальными деревянными колотушками. Голосовое сопровождение обеспечивается группой мужчин и женщин, которые сидят перед танцором вместе с исполнителем на нафа. В прошлом меэтуупаки исполнялся только во время важных событий, имевших общенациональное значение, например, во время инаси (тонг. ʻinasi), первой фруктовой церемонии в году, когда жители Тонга преподносили дары туи-тонга, одному из верховных вождей архипелага. В настоящее время этот танец исполняется в деревнях, в которых проживают потомки туи-тонга.
В отличие от мужских женские танцы на островах Тонга отличаются меньшей формальностью и могут исполняться круглые сутки (мужские танцы, как правило, днём). Наиболее известными из них являются сидячий танец отухака (тонг. ʻotuhaka) и стоячий танец ула (тонг. ula). Музыкальное сопровождение и движение рук в этих танцах очень схожи, а сами они, как правило, исполнялись одно за другим. Хотя сейчас при исполнении танцев чаще всего используются обычный барабан или гитара, в прошлом отухака и ула сопровождались звучанием тафуа, музыкального инструмента, который делался из двух бамбуковых веток, замотанных в циновку. Для получения звука использовались две специальные палочки. Особой популярностью в последнее время пользуется танец тауолунга (англ. tauʻolunga), который, предположительно, был завезён на острова из Самоа. В нём присутствуют все движения, которые есть в танце ула, но с большим движением ног.
Другим известным тонганским танцем, который был объявлен ЮНЕСКО в 2003 году «шедевров устного и нематериального наследия человечества», является лакалака (тонг. lakalaka). Он исполняется как мужчинами, так и женщинами из одной деревни (их количество иногда достигает 400 человек), которые выстраиваются в два ряда: женщины — слева, мужчины — справа. Во время танца, который начинается со стихов, исполнители практически стоят на месте, лишь делая специальные движения руками, при этом мужчины используют одни движения, а женщины — другие (поэтому складывается впечатление, что исполняются два разных танца).
Маулуулу (тонг. māʻuluʻulu) — сидячий танец как для мужчин, так и женщин, в котором используются движения, присутствующие в танцах отухака, ула и лакалака. Предположительно, был завезён на острова Тонга из Самоа в конце XIX века. При его исполнении танцоры сидят, скрестив ноги, на полу в несколько рядов. Танец сопровождается игрой на барабане, особым движением рук и похлопыванием в ладоши и исполняется только в случае важных официальных событий и отражает лояльность к существующей в Тонга социально-политической структуре общества.

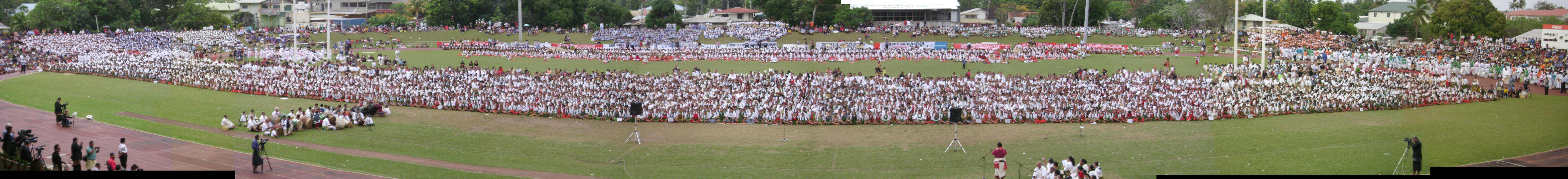
Во время коронации Джорджа Тупоу V в 2008 году танец маулуулу исполнило 9000 школьников.

### Традиционные игры

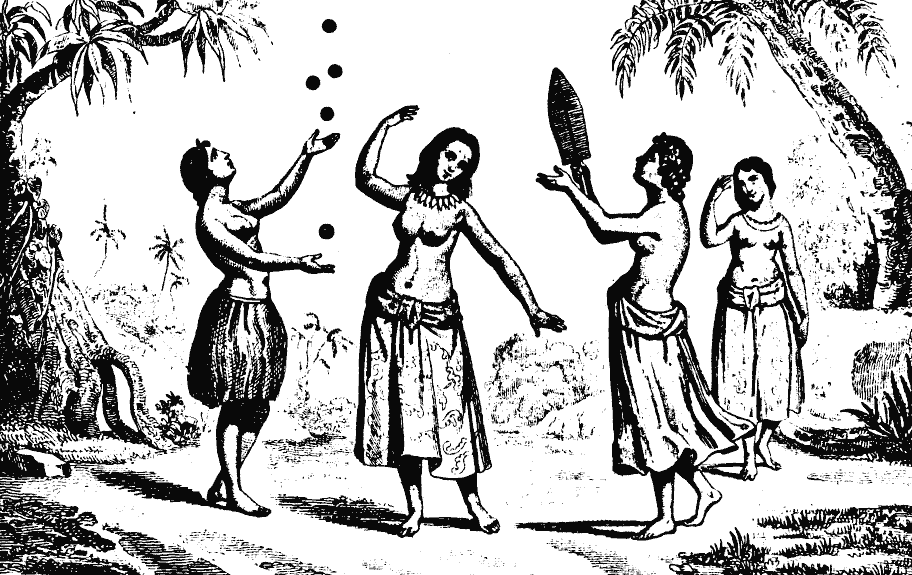
Девушки с островов Вавау, играющие в традиционные игры и исполняющие местные танцы (слева направо: хико, ула, меэтуупаки, фисипа).

Кроме широко распространённых по всему миру игр, которые популярны и в Тонга (например, регби, крикет, футбол), в стране существует множество традиционных развлечений (в основном для детей). Наиболее известными из них являются пани (тонг. pani), хико (тонг. hiko) и ланита (тонг. lanita).
Пани представляет собой игру между двумя командами, в которой используется теннисный мячик и 10—12 алюминиевых банок. Одна из команд должна построить из этих банок небольшую башню. После того, как она это сделала, другая команда должна бросить теннисный мячик, чтобы сбить башню. Если в этот момент члена другой команды задевает мяч, то он выходит из игры. Если та команда, которая отстроила первую башню снова может отстроить её, то она должна громко досчитать до 10 и затем крикнуть «пани». С каждым выкриком «пани» команда получает одно очко.
Игра хико включает в себя танцы и жонглирование. Побеждает тот игрок, который дольше всего может жонглировать любым из предметов (фруктами, теннисными мячами или пустыми бутылками).
Ланита является командной игрой, которая в значительной степени повторяет крикет (но без биты). В ней отбивающий игрок должен высоко подбросить в воздух мячик, а затем ударить его рукой. Если мяч поймают, то он выходит из игры. Если нет, то отбивающий игрок должен пробежать между двумя базами, до того как в него попадёт мяч, брошенный принимающим игроком. Как только отбивающий игрок касается второй базы, его команда получает очко.

### Одежда
Традиционная одежда тонганцев — саронг «тупену», надеваемые в официальных случаях плетёные пандановые рогожи «таовала», подпоясанные койровой верёвкой «кафа»; женщины надевали юбку киэкиэ. В XXI веке на Тонга носят и обычную европейскую одежду.

### Археологические памятники

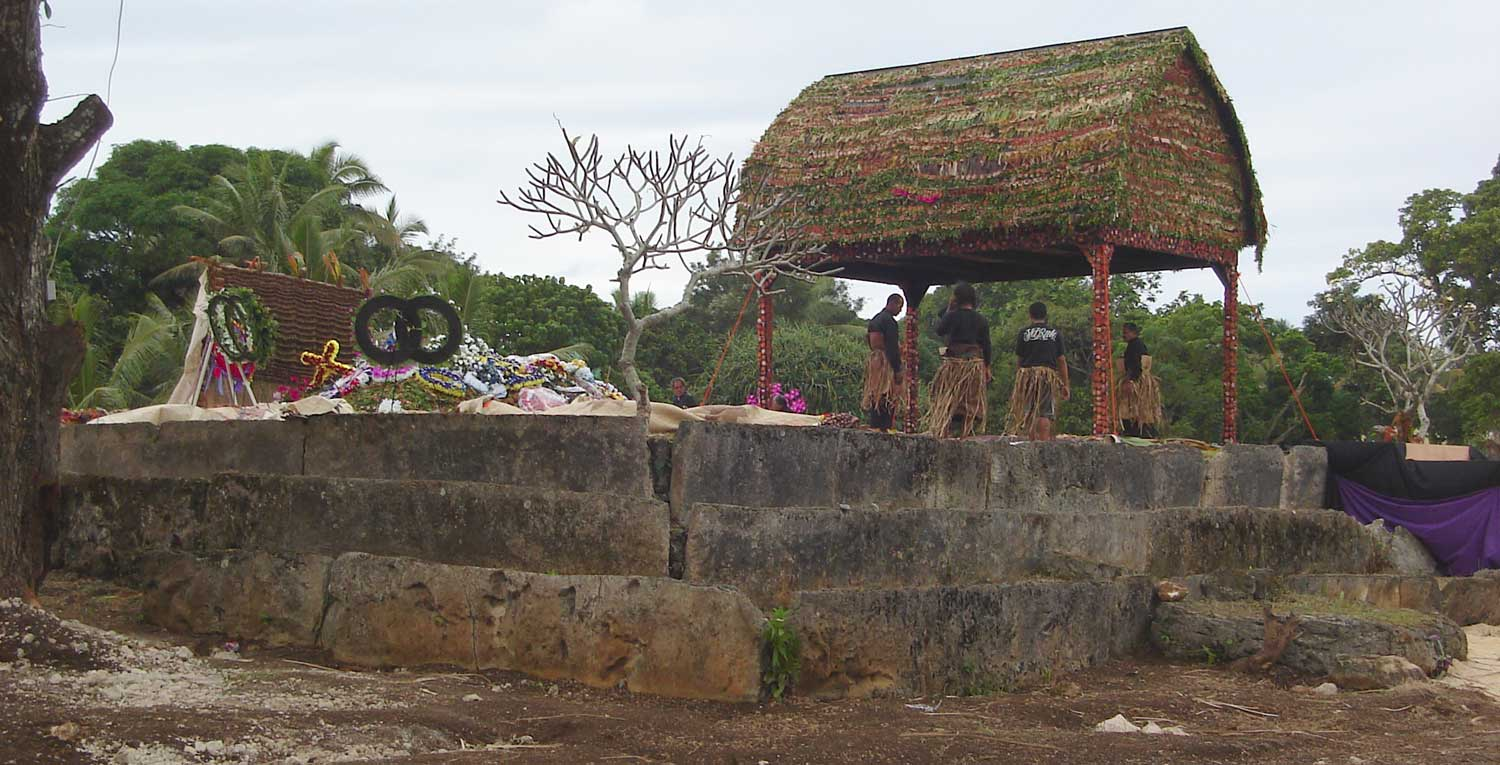
Ланги Намоала в городе Муа

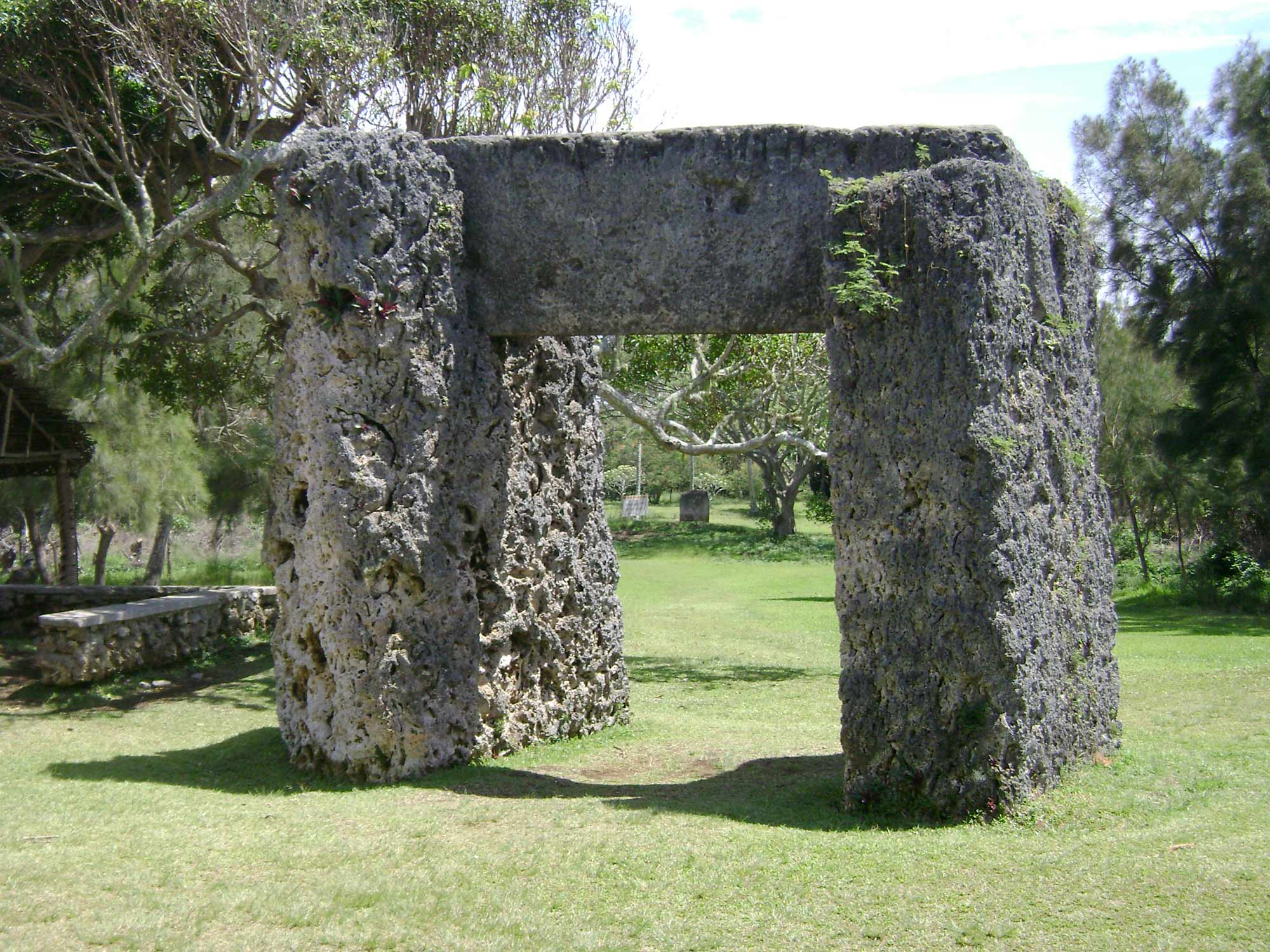
Хаамонга-а-Мауи

Хотя с точки зрения археологии острова Тонга изучены достаточно плохо, на ряде островов сохранились ценные археологические памятники, в том числе большое количество находок, принадлежащих культуре лапита и обнаруженных на всех островах Королевства (всего около 30 мест археологических раскопок, большинство из которых расположено на островах Хаапай). Согласно исследованиям профессора Дэвида Берли (англ. David Burley) из канадского Университета им. Саймона Фрейзера (англ. Simon Fraser University), деревня Нукулека в восточной части Тонгатапу вероятно является древнейшим поселением тонганцев или полинезийцев, то есть может считаться «колыбелью Полинезии». Особый интерес с точки зрения истории и археологии вызывает город Муа (тонг. Muʻa), расположенный примерно в 12 км от современной столицы Тонга, города Нукуалофа, и служивший с XIII по XIX век третьей по счёту столицей Королевства (первой считается деревня Толоа, второй — Хекета). В северо-восточной части Муа находится район Лапаха, место проживания и центр верховной власти династии туи-тонга. Кроме того, он известен как географический центр Тонганской империи в период с XIII по XIX век, а также как место захоронения верховных вождей (всего в Лапаха находится, предположительно, 22 могилы, или ланги (тонг. langi), представляющие собой небольшие возвышенности в форме сильно усечённых пирамид).

#### Трилитон Хаамонга-а-Мауи
В северной части острова Тонгатапу, недалеко от деревни Ниутоуа, расположен известный 12-тонный трилитон Хаамонга-а-Мауи (тонг. Haʻamonga ʻa Maui; в переводе с тонганского — «ноша бога Мауи») — единственная в южной части Тихого океана мегалитическая арка, состоящая из трёх коралловых плит высотой в 5 м, шириной в 2 м и длиной в 6 м (существует внешнее сходство со Стоунхенджем). Точное время постройки сооружения, как и его предназначение, неизвестно, но похоже на врата. Предположительно, оно было построено в начале XIII века в период правления одиннадцатого по счёту туи-тонга Туитатуи. Существует также несколько точек зрения по поводу функций Хаамонга-а-Мауи. Согласной одной из них, сооружение было построено Туитатуи с целью примирения своих враждовавших сыновей (трилитон должен был символизировать родственные узы между ними), или же оно могло служить в качестве входа на существовавшую в прошлом в этом месте королевскую территорию.

### Спорт

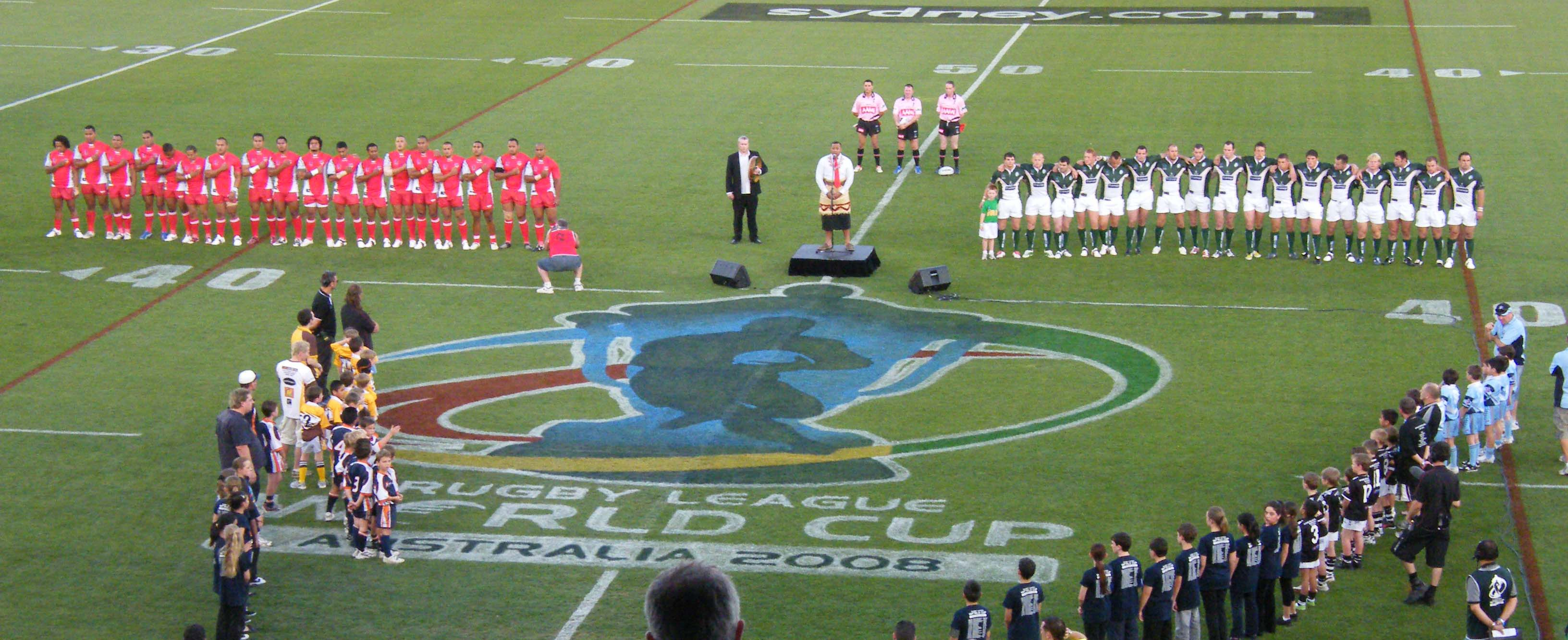
Национальная сборная Тонга по регбилиг (в красном)

Регби — национальный вид спорта на островах Тонга, а национальная сборная по регби (тонг. 'Ikale Tahi — «Морские орлы») весьма успешно выступает на международной арене. Хотя она добилась меньших результатов, чем команды из Самоа и Фиджи, страна четыре раза участвовала в чемпионате мира по регби (впервые приняла участие в 1987 году). Самым успешным выступлением национальной сборной было на чемпионате мира по регби 2007 года, когда в первых двух матчах она нанесла поражение сборным США со счётом 25—15 и Самоа со счётом 19—15. Однако в двух последовавших матчах сборная проиграла Южной Африке и Англии, заняв в своей группе 3-е место. Благодаря достигнутому успеху национальная сборная Тонга автоматически прошла квалификацию для участия в чемпионате мира по регби 2011 года, который состоялся в Новой Зеландии.
Футбольная федерация Тонга является членом ФИФА и Конфедерации футбола Океании с 1994 года. Первый международный матч с участием сборной Тонга по футболу состоялся 31 августа 1979 года, в котором Тонга проиграла сборной Тувалу со счётом 3:5. Крупнейшее поражение сборная Тонга понесла от сборной Австралии 9 апреля 2001 года, проиграв со счётом 0:22. Крупнейшую победу сборная Тонга одержала над сборной Федеративных Штатов Микронезии 5 июля 2003 года на Южнотихоокеанских играх в Фиджи со счётом 7:0.
Национальный олимпийский комитет страны был сформирован в 1963 году и официально признан МОК в 1984 году. Впервые сборная Тонга приняла участие в летних Олимпийских играх в 1984 году (проходили в городе Лос-Анджелес). Однако первая и пока единственная медаль (серебро) была завоёвана только в 1996 году, в Атланте, тонганским боксёром Паэа Вольфграммом. В связи с климатическими условиями Тонга ни разу не участвовала в зимних Олимпийских играх, хотя планировалось, что в 2010 году на Олимпийских играх в Ванкувере (Канада) примет участие тонганский саночник, проходивший подготовку в Германии. Тем не менее ему не удалось пройти квалификацию. В 2014 году на Олимпиаду в Сочи отправилась первая «делегация» из одного спортсмена: саночника Бруно Банани. В своём виде он занял 32-е место, уступив лидеру порядка 8 секунд.

### Праздники

#### Государственные праздники
| Дата                 | Название                                                  | Английское название.                                                     |
| -------------------- | --------------------------------------------------------- | ------------------------------------------------------------------------ |
| 1 января             | Новый год                                                 | New Year’s Day                                                           |
| —                    | День рождения правящего монарха Тонга                     | Birthday of the reigning Sovereign of Tonga;                             |
| —                    | День рождения наследника короны Тонга                     | Birthday of the Heir to the Crown of Tonga;                              |
| 25 апреля            | День АНЗАК                                                | Anzac Day                                                                |
| пятница перед Пасхой | Великая пятница                                           | Good Friday                                                              |
| варьируется          | Светлый понедельник                                       | Easter Monday                                                            |
| 4 июня               | День эмансипации                                          | Emancipation Day                                                         |
| —                    | Годовщина коронации правящего монарха Тонга               | the Anniversary of the Coronation Day of the reigning Sovereign of Tonga |
| 4 ноября             | День Конституции                                          | Constitution Day                                                         |
| 4 декабря            | Годовщина коронации Его Величества Короля Джорджа Тупоу I | the Anniversary of the Coronation of H.M. King George Tubou I            |
| 25—26 декабря        | Рождество и день, следующий за Рождеством                 | Christmas Day and the day immediately succeeding Christmas Day           |

#### Другие праздники и фестивали
- 1—7 января — Неделя Уике Лоту (тонг. Uike Lotu). Представляет собой неделю молитв, во время которой проводятся церковные службы и церемонии факаафе, когда священники посещают дома местного населения для проведения молитв, праздничных банкетов каипола и церемонии кавы под музыку и танцы[200].
- 2—9 февраля — Фестиваль «Pacific Blue Airlines» на Вавау. Ежегодно проводимый авиакомпанией «Pacific Blue Airlines» фестиваль на островах Вавау, который сопровождается многочисленными соревнованиями (триатлон, рыбалка в открытом океане и др.) и ярмарками[201].
- март — соревнования по триатлону и музыкальный фестивалю в Нукуалофа.
- начало июня — праздник на островах Хаапай и День Независимости.
- конец июня — праздник парка Эуа и конкурс Мисс Эуа.
- июль — соревнование яхт-клуба Калиа и гольф-турнир Хеилала.
- 4 июля — фестиваль Хеилала и день рождения короля Тупоу IV. Праздник сопровождается парадами, конкурсами красоты и спортивными соревнованиями, завершается факельной процессией Тупакапаканава: в этот день тысячи людей выстраиваются вдоль северного побережья Тонгатапу с пылающими факелами.
- с августа по октябрь — сельскохозяйственные ярмарки.
- конец сентября — Международный рыбацкий турнир и соревнования среди людей с нетрадиционной ориентацией «Miss Galaxy Pageant»[202].

## Социальная сфера

### Здравоохранение
В Тонга существует достаточно развитая в сравнении с другими странами Океании система здравоохранения. Хотя в стране до сих пор сильны позиции традиционной медицины, большинство тонганцев не отказывается от квалифицированной медицинской помощи. Медицинское обслуживание в правительственных учреждениях здравоохранения является бесплатным, но жителям зачастую приходится платить за большинство медикаментов. Частный сектор в сфере здравоохранения практически не развит и представлен преимущественно целителями и правительственными врачами, практикующими после работы. В Тонга существует система медицинского страхования, однако она охватывает только правительственных служащих.
С целью лучшего управления системой здравоохранения и предоставления качественных услуг населению Королевство Тонга разделено на четыре медицинских округа. В стране действует одна больница общего типа на 199 мест, расположенная в Нукуалофа и обеспечивающая лечение пациентов с различными типами заболеваний (кроме тех, лечение которых требует передовой хирургии и другого высокотехнологичного медицинского оборудования). На островах Эуа, Хаапай и Вавау действуют три окружные центральные больницы на 16, 28 и 61 место соответственно. Кроме того, в стране существует 14 центров первичной медицинской помощи и 34 центра охраны здоровья материнства. В 2003 году в Тонга было зарегистрировано 32 терапевта, 23 стоматолога, 342 медсестры, 21 акушерка.
Основными причинами заболеваемости в Тонга являются острые респираторные инфекции, грипп, пневмония, диарея. В последние десятилетия в Тонга получили широкое распространение неконтагиозные заболевания, такие как сахарный диабет, ожирение, сердечно-сосудистые заболевания, коэффициент распространённости которых значительно выше, чем в развитых странах. Вызвано это несколькими факторами, среди которых можно выделить: процессы глобализации, рост благополучия населения, автоматизация производства, увеличение в рационе местных жителей импортных товаров с высоким содержанием жира и сахара, снижение физической активности взрослого населения, увеличение числа курильщиков. Особую опасность в последние годы представляют заболевания, передающиеся половым путём.
Широко распространено курение: согласно данным переписи 2006 года, ежедневно курят примерно 21 % населения Тонга в возрасте от 6 лет и старше (33 % мужского населения и 9 % — женского).

### Образование
Школьное образование на островах Тонга появилось вместе с протестантскими миссионерами, проповедовавшими идеи Джона Уэсли и первыми основавшими христианскую миссию на архипелаге. Впоследствии большое влияние на систему образования оказали представители других христианских учений. Уже в 1876 году на островах Тонга было введено всеобщее начальное образование. В 1882 году система образования перешла под контроль правительства, но уже в 1906 году многим религиозным миссиям вновь было разрешено открывать собственные школы. В целом, система образования в Королевстве отличается высоким уровнем по сравнению с другими странами Океании, например, в стране отмечен высокий уровень грамотности: по оценке 1999 года, 98,9 % населения умели читать и писать на тонганском и/или английском языках.
Образование в Тонга является обязательным и бесплатным для детей в возрасте от 6 до 14 лет. Образовательная система страны включает несколько ступеней: шестилетнее начальное образование, семилетнее среднее образование и высшее образование (от шести месяцев до трёх лет).
Начальное образование в стране является обязательным. Из зарегистрированных в 1997 году 116 начальных школ 105 школ находились под контролем правительства, остальные — неправительственные (в основном церковные). В 2006 году в них обучалось 16 941 человек (из них мальчиков — 8958 человек, девочек — 7983 человека), количество учителей — 760 человек.
В 1997 году в Тонга действовала 41 средняя общеобразовательная школа, или колледж. По состоянию на 2006 год в них обучалось 14 311 человек (из них мальчиков — 7364 человека, девочек — 6947 человек); количество учителей — 999 человек. При этом большая часть детей получало образование в неправительственных школах.
После окончания средней школы дальнейшее образование можно получить в 14 образовательных учреждениях (из них 8 — правительственные), в том числе в Институте профессионально-технического образования и обучения (англ. Institute for Vocational Education and Training), Политехническом институте (англ. Polytechnical Institute), Педагогическом колледже (англ. Teacher's College), Школе медицинских сестёр им. Королевы Салоте (англ. Queen Salote School of Nursing) и Специальном училище тонганской полиции (англ. Tonga Police Training School). Кроме того, в Нукуалофа расположен кампус Южнотихоокеанского университета.
Многие государства, прежде всего Австралия, Новая Зеландия и Япония, оказывают значительную помощь Тонга, финансируя различные образовательные проекты страны.